# Michael Jackson
Michael Joseph Jackson (Gary, 29 de agosto de 1958 – Los Angeles, 25 de junho de 2009) foi um cantor, compositor, dançarino e filantropo estadunidense. Apelidado de "Rei do Pop", ele é considerado uma das figuras culturais mais significantes do século XX e um dos maiores artistas da história da música. Ao longo de uma carreira de quatro décadas, suas conquistas musicais ao redor do mundo e sua vida pessoal publicizada fizeram dele uma figura global na cultura popular. Por meio da música, dança e moda, ele proliferou a performance visual para cantores de música pop, e popularizou movimentos da dança de rua, incluindo o moonwalk (que ele nomeou), o robô e a inclinada anti-gravidade. Jackson possui uma extensa legião de fãs, que inclui imitadores de todo o mundo.
O oitavo filho da família Jackson, Michael fez sua estreia profissional aos seis anos de idade em 1964, com seus irmãos mais velhos, Jackie, Tito, Jermaine e Marlon, como membro do grupo musical The Jackson 5. O grupo assinou com a Motown em 1968 e conquistou sucesso mundial com Michael como vocalista principal. Jackson alcançou o estrelato como solista com o lançamento de seu quinto álbum de estúdio, Off the Wall (1979). No início dos anos 1980, Michael se tornou uma figura dominante na música popular com o lançamento de Thriller (1982), o álbum mais vendido de todos os tempos. Os videoclipes inovadores de sua faixa-título, juntamente com "Beat It" e "Billie Jean", são creditados por quebrar barreiras raciais e transformar o meio em uma forma de arte e ferramenta promocional, bem como contribuíram para a popularização da MTV. Jackson solidificou sua posição como uma superestrela global com Bad (1987), o primeiro álbum a produzir cinco singles que alcançaram a primeira posição da Billboard Hot 100: "I Just Can't Stop Loving You", "Bad", "The Way You Make Me Feel", "Man in the Mirror" e "Dirty Diana". Dangerous (1991) o viu se aventurar em uma variedade de sons artísticos e se tornou um dos álbuns de maior sucesso da década de 1990. HIStory: Past, Present and Future, Book I (1995) produziu "You Are Not Alone", a primeira canção a estrear no topo da Billboard Hot 100.
No final dos anos 1980, Jackson se tornou uma figura de controversa por sua radical mudança de aparência, relacionamentos, comportamento e estilo de vida. Em 1993, ele foi acusado de abusar sexualmente do filho de um amigo da família. Em 2005, ele foi julgado e absolvido de outras acusações de abuso sexual infantil e várias outras acusações. Em 2009, enquanto se preparava para a turnê This Is It, Jackson morreu de overdose de sedativos administrados por seu médico pessoal Conrad Murray, que foi condenado em 2011 por homicídio culposo. A morte de Jackson desencadeou reações em todo o mundo, criando picos sem precedentes de tráfego na Internet e um aumento nas vendas de sua música. Estima-se que seu funeral público, realizado no Staples Center, em Los Angeles, tenha sido visto por mais de 2.5 bilhões de pessoas.
Jackson é um dos artistas musicais mais vendidos de todos os tempos, com vendas estimadas em mais de 500 milhões de discos em todo o mundo. Ele venceu múltiplos prêmios, tornando-o um dos artistas mais premiados da música popular. Suas conquistas incluem 39 recordes no Guinness World Records (incluindo o de Artista Mais Bem Sucedido de Todos os Tempos), 15 Grammy Awards (incluindo os prêmios Legend e Lifetime Achievement), 26 American Music Awards (incluindo os prêmios de Artista do Século e Artista da Década de 1980) e seis Brit Awards.  Ele também recebeu três honras presidenciais, incluindo Artista da Década, e o prêmio Bambi de Artista Pop do Milênio. Ele teve 13 canções número um da Billboard Hot 100 e foi o primeiro artista a ter uma canção no top dez da tabela em cinco décadas diferentes. As induções de Jackson incluem o Rock and Roll Hall of Fame (duas vezes), o National Rhythm & Blues Hall of Fame, o Vocal Group Hall of Fame, o Songwriters Hall of Fame e o Dance Hall of Fame (tornando-o o único artista a ser induzido). Em 2016, o patrimônio de Jackson era de 825 milhões de dólares, o valor anual mais alto de uma celebridade já registrada pela Forbes.

## Biografia

### 1958–1975: Infância e The Jackson 5

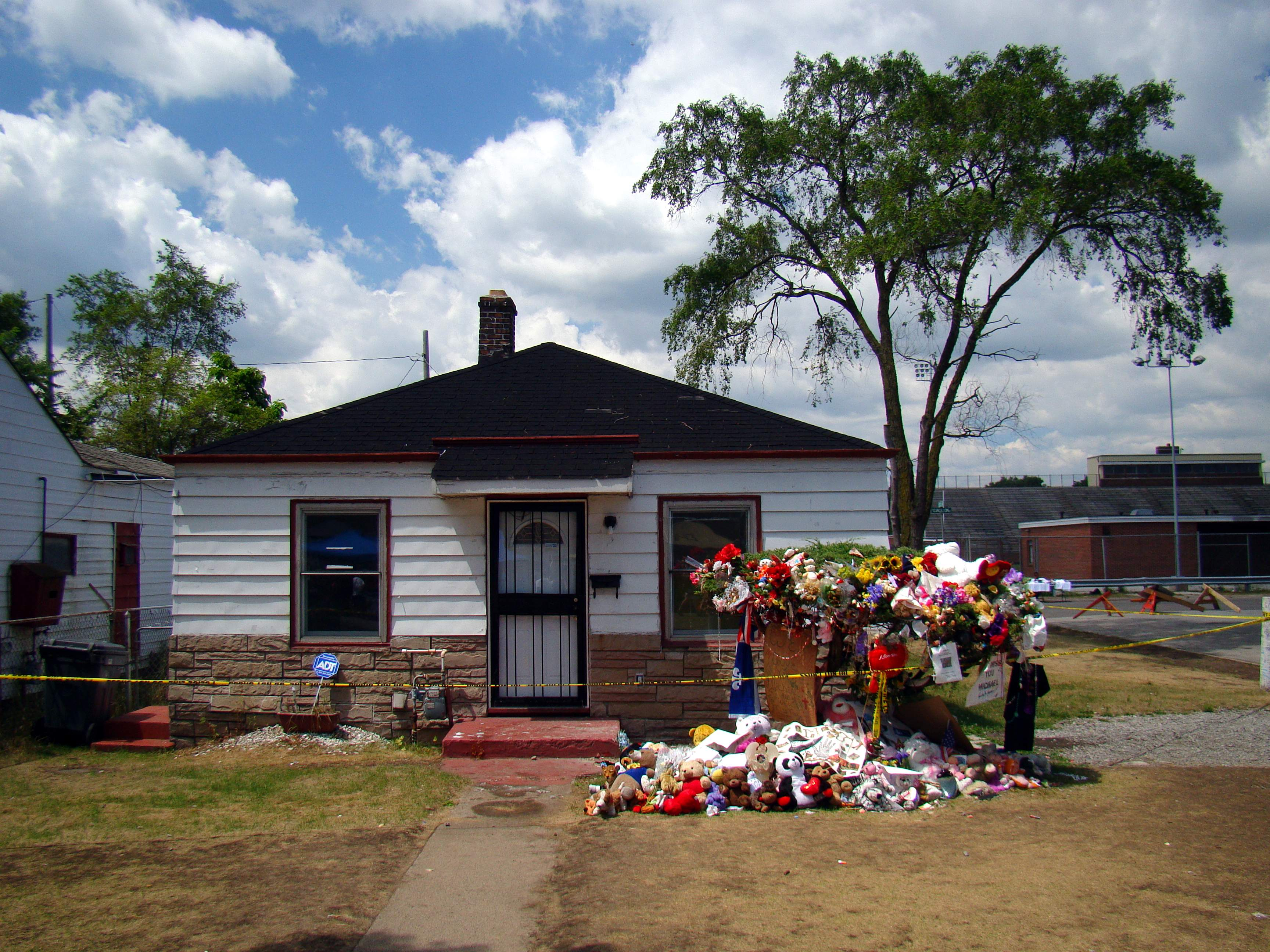
Casa de infância dos Jacksons em Gary, Indiana, mostrando um tributo floral após sua morte.

Michael era o sétimo de nove filhos sobreviventes de Joseph e Katherine Jackson (um sexto irmão, Marlon, era gêmeo de Brandon e morreu logo após seu nascimento). A família inteira — incluindo os irmãos mais velhos, Rebbie, Jackie, Tito, Jermaine, LaToya e Marlon, e os mais novos, Randy e Janet — viveram juntos em uma pequena casa de dois quartos, e o pai sustentava a casa a duras penas trabalhando em uma usina siderúrgica. Por vontade da mãe, mas contra o desejo do pai, as crianças tornaram-se Testemunhas de Jeová e passaram a praticar a evangelização de porta em porta.
De acordo com as regras rígidas do pai, as crianças eram mantidas trancadas em casa enquanto ele trabalhava até tarde da noite. Entretanto, as crianças escapavam frequentemente para as casas dos vizinhos, onde cantavam e faziam música. Os irmãos mais velhos mexiam na guitarra do pai Joseph sem sua permissão enquanto ele estava trabalhando. Até que um dia Joseph tomou consciência do talento de seus filhos e resolveu ganhar dinheiro com isso, e assim sair de Gary e ir para a Califórnia, para mais tarde serem contratados pela Motown.

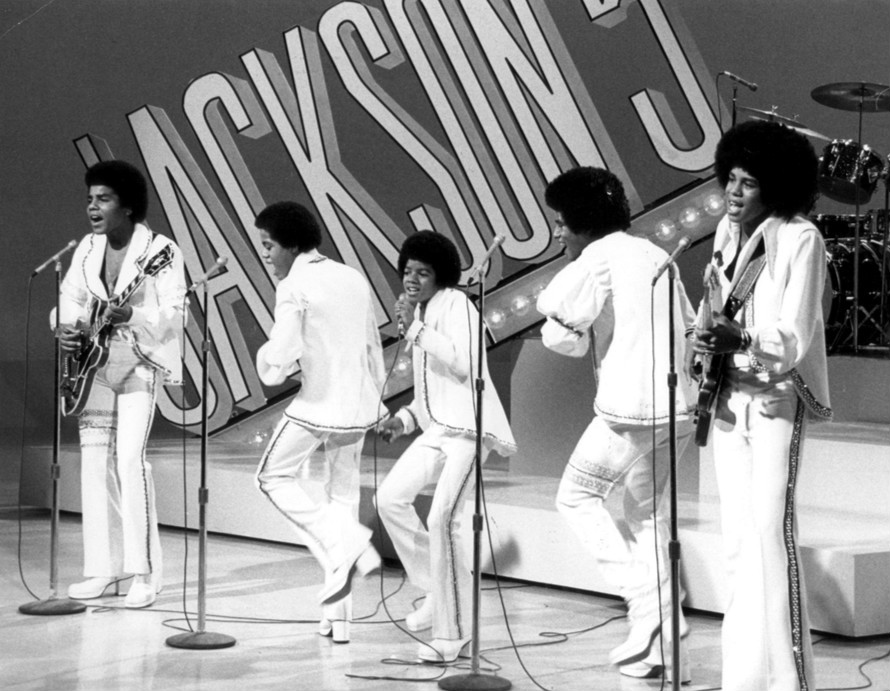
Michael (centro) como membro do Jackson 5 em 1972

Na Motown, Michael e seus irmãos gravaram vários álbuns, o que lhes rendeu fama mundial. Com apenas treze anos, Michael, através dos Jackson 5, havia colocado quatro canções no topo das paradas: "I Want You Back", ABC, "I'll Be There", "The Love You Save". Michael iniciou sua carreira solo quando ainda estava na Motown, quando lançou os álbuns Got to Be There, Ben, Music & Me e Forever, Michael, todos com pelo menos um sucesso mundial. A partir de 1973 a popularidade do grupo começou a diminuir, embora eles tivessem sucessos razoáveis como "I Am Love" e "Dancing Machine". Neste último, durante as apresentações, Jackson simulava um robô dançando. A dança tornou-se bastante popular no mundo todo.
Durante sua infância Michael e seus irmãos sofreram constante abuso de seu pai, que batia frequentemente nas crianças, e as aterrorizava psicologicamente. Os ensaios eram supervisionados pelo pai com um cinto na mão. Certa vez Michael e seus irmãos foram dormir no quarto de um hotel e deixaram a janela aberta. Seu pai escalou a janela com uma máscara no rosto e deu um susto nos irmãos, somente para ensiná-los a não deixar a janela aberta quando fossem dormir. Anos depois, Jackson sofreu pesadelos sobre ser sequestrado do seu quarto e chorava com isso. Durante sua entrevista a apresentadora Oprah Winfrey, em 1993, Michael disse que durante sua infância chorou várias vezes por solidão e que muitas vezes vomitava só de ver seu pai. No documentário de 2003, Living with Michael Jackson, do jornalista britânico Martin Bashir, o cantor chorou ao relembrar de sua infância.

### 1975–1981: Mudança de gravadora eOff the Wall

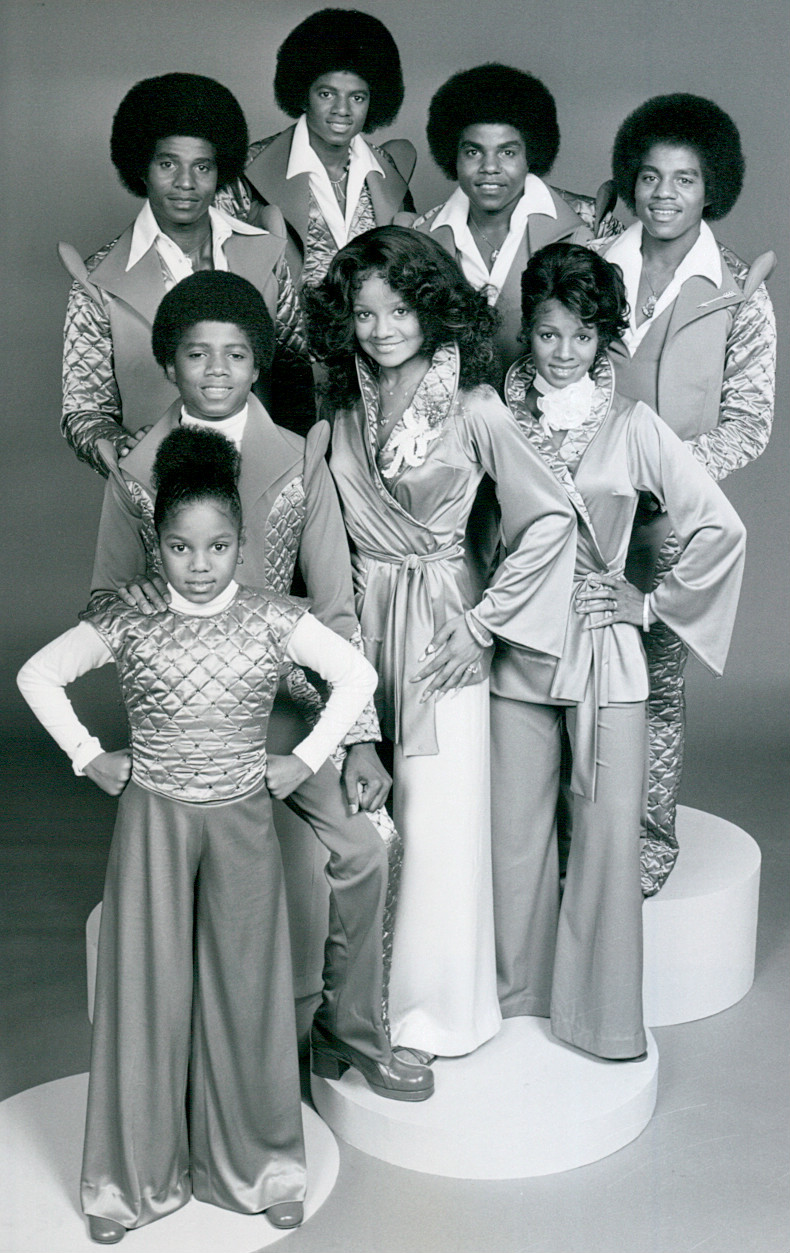
Da esquerda, na fila de trás: Jackie Jackson, Michael Jackson, Tito Jackson, Marlon Jackson. Linha do meio: Randy Jackson, La Toya Jackson, Rebbie Jackson. Primeira fila: Janet Jackson (1977).

Em 1975, os Jackson 5 saíram da Motown e assinaram contrato com a Epic em busca de mais liberdade para produzir suas canções. Como resultado do processo judicial, tiveram que mudar o nome para The Jacksons. Michael foi o principal compositor do grupo, escrevendo sucessos como "Shake Your Body (Down to the Ground)", "This Place Hotel", "Can You Feel It?". Em 1978, Michael co-estrelou The Wiz no papel do Espantalho com sua companheira de gravadora, Diana Ross, como Dorothy. As canções do filme foram arranjadas e produzidas por Quincy Jones, que simpatizava com Michael. Após assinar o contrato com a Epic, em 1978, Michael trabalhou com Quincy em muitos álbuns.
Michael começou a gravar Off the Wall durante a primavera norte-americana de 1978. Com a produção de Quincy Jones, Jackson selecionou dez canções as quais formaram seu primeiro álbum solo em idade adulta. Off the Wall causou furor entre o público e a mídia especializada. A mistura de black music e disco do álbum tornou-se referência nos anos que se seguiram. Michael ganhou seu primeiro Grammy com o compacto de "Don't Stop 'Til You Get Enough", uma canção escrita e produzida por ele. Foram dois anos de constante exposição no rádio e na televisão. Foi a primeira vez que um artista colocou quatro canções de um mesmo álbum entre as dez mais tocadas tanto no Reino Unido quando nos Estados Unidos. Em 1980, Off the Wall já era o álbum de black music mais vendido da história. Os números chegam, atualmente, a 20 milhões de cópias.
Apesar de ter vendido com um único álbum solo mais do que os The Jacksons haviam conseguido na carreira de 11 anos, Michael resolveu continuar com os irmãos, atendendo a pedidos da mãe. Em 1979 durante um ensaio, Jackson caiu e quebrou o nariz, sendo obrigado a operar o nariz. Sua primeira rinoplastia não foi um completo sucesso, e Jackson reclamou de dificuldades respiratórias que afetavam sua carreira. Ele foi submetido ao Dr. Steven Hoefflin, que realizou a segunda rinoplastia de Jackson e outras subsequentes operações. Depois de lançar mais um disco com os The Jacksons em setembro de 1980 e cumprir uma apertada agenda de divulgação — que incluía especiais no rádio e uma sequência de 39 espetáculos pelos Estados Unidos —, Michael tinha pouco tempo para gravar o álbum que sucederia Off the Wall.

### 1982–1983:ThrillereMotown 25: Yesterday, Today, Forever

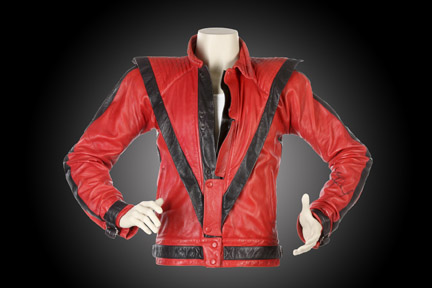
Jaqueta usada por Michael Jackson no videoclipe da canção Thriller.

Michael aceitou um convite do cineasta Steven Spielberg para narrar a história do filme E.T., O Extraterrestre (1982) em um disco que ainda incluiria a canção inédita Someone in the Dark. Jackson resolveu trabalhar nos dois projetos simultaneamente, o que gerou desconforto na Sony Music. O disco narrado por Michael seria distribuído pela MCA Records no mesmo mês em que a gravadora tinha agendado o lançamento de Thriller. A Sony Music entrou na Justiça e conseguiu cancelar o projeto. Enquanto isso, Jackson concluiu as gravações de Thriller. O álbum foi finalizado em seis meses e lançado em novembro de 1982, depois de vários adiamentos.
Thriller é atualmente o álbum mais vendido da história, com mais de 110 milhões de cópias vendidas no mundo. Nos dois anos que se seguiram ao lançamento, o álbum foi a maior sensação da América, influenciando não somente a música, como também a dança, a moda e a televisão. Thriller chegou à primeira posição entre os mais vendidos dos Estados Unidos no dia 21 de fevereiro de 1983 e permaneceu na posição por 37 semanas no primeiro lugar e mais 43 no top 10, um recorde. Sete compactos foram lançados e dois conquistaram o primeiro lugar, Billie Jean e "Beat It".
Thriller foi também um marco na luta contra a discriminação racial na indústria fonográfica. Jackson tornou-se o primeiro artista negro cuja música estava no ar na MTV, com o videoclipe de Billie Jean, dirigido por Steve Barron. A canção "Beat It", que tinha participação do guitarrista Eddie Van Halen, fez rádios de rock, na época orientadas a um público essencialmente branco, tocarem a canção de um negro; e fez rádios de black music tocarem rock. Um feito inédito até então.

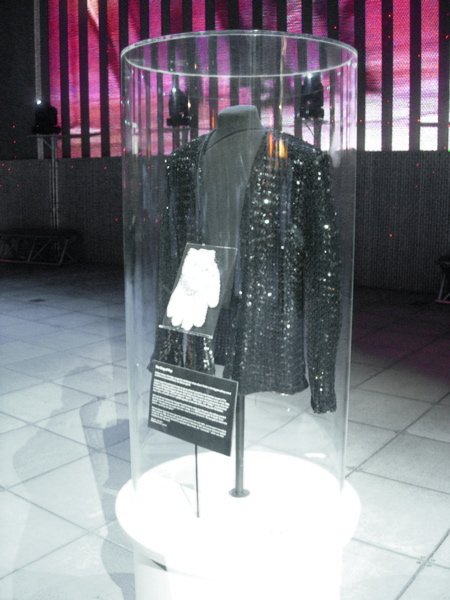
Jaqueta e luvas brancas usadas por Michael Jackson em Motown 25: Yesterday, Today, Forever.

Durante a divulgação de Thriller na noite de 16 de maio de 1983, 3 mil celebridades norte-americanas lotaram um teatro em Los Angeles para assistir a uma apresentação comemorativa dos 25 anos da gravadora, chamada Motown 25: Yesterday, Today, Forever. De suas casas, 50 Milhões de norte-americanos acompanharam pela TV a apresentação dos vários artistas negros, até a entrada dos Irmãos Jacksons, que vão embora e deixam Michael Jackson sozinho no palco. Ele começou a cantar Billie Jean, sucesso do álbum que havia lançado seis meses antes. De repente, Michael parou de cantar, andou até o canto esquerdo do palco e voltou deslizando de costas. Naquela noite, mais do que imortalizar o passo de dança criado e batizado décadas antes pelo dançarino Bill Bailey como Moonwalk (algo como "passo da lua"), Michael Jackson consagrou-se como o Rei do Pop. "Foi aquele momento que cristalizou o status de celebridade de Michael Jackson [...] Moonwalk, no mundo do entretenimento, só é comparável ao andar de vagabundo de Chaplin, à sequência de Gene Kelly em Cantando na Chuva e aos passos de Fred Astaire no filme Núpcias Reais", disse a revista americana Rolling Stone.
Depois daquela apresentação, tanto Fred Astaire quanto Gene Kelly foram atrás de Jackson para parabenizá-lo por usar tão bem o passo criado por Bailey. Foi então que o cantor estreou o chapéu e jaqueta pretos e a famosa luva de lantejoulas. Em dezembro daquele ano, Michael e o diretor John Landis estabeleceram também novos horizontes para a produção de videoclipes, quando um curta-metragem de 14 minutos foi lançado para promover a canção Thriller ao custo de 600 mil dólares, elevado para os padrões da época. Também em tempo para o Natal de 1983, um segundo dueto entre Jackson e Paul McCartney chegou às lojas. "Say Say Say" tornou-se o sexto número um de Michael na América e o nono do ex-Beatle.

### 1984–1985: Pepsi, "We Are the World" e carreira nos negócios

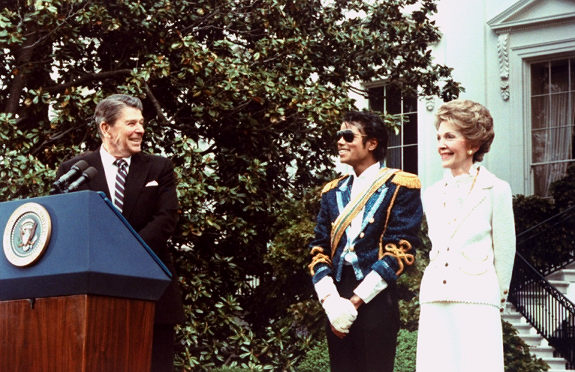
Michael com o então Presidente dos Estados Unidos Ronald Reagan e a Primeira-dama Nancy Reagan na Casa Branca, em 1984.

Em 27 de janeiro de 1984, Michael Jackson sofreu um acidente enquanto gravava o segundo comercial para a televisão do contrato de cinco milhões de dólares que havia assinado para ser garoto-propaganda da Pepsi. O cabelo do astro foi incendiado por fogos de artifício. Ele teve queimaduras de segundo grau no couro cabeludo. Michael foi liberado do hospital um dia depois da internação.
Em março de 1984, Jackson lançou em VHS o videoclipe de "Thriller" acompanhado por um documentário sobre os bastidores da produção. A fita, intitulada Making Michael Jackson's Thriller, vendeu 4 milhões de unidades e tornou-se a mais vendida de todos os tempos, até ser superada pela do filme Titanic, de James Cameron, em 1997. Em maio seguinte, "Thriller" entrou para o livro dos recordes e Michael ganhou uma estrela na Calçada da Fama, em Hollywood. Ao final de 1984, Jackson já havia conquistado 2 prêmios por "Thriller". Na cerimônia do Grammy Awards daquele ano, o astro estabeleceu um novo recorde conquistando oito prêmios. A marca foi igualada pelo guitarrista mexicano Carlos Santana com o álbum Supernatural, em 2000.
Com o sucesso de "Thriller", o interesse do público e da imprensa por Jackson era crescente. Tornaram-se notórios não somente os hábitos pouco usuais do músico, mas também os trabalhos humanitários de Michael, especialmente em prol de crianças e adolescentes. Em maio de 1984, Jackson participou do lançamento de uma campanha contra as drogas na Casa Branca como convidado do presidente americano na época Ronald Reagan. Em julho, Michael anunciou que reverteria todos os lucros da turnê do álbum Thriller para a caridade. A Victory Tour, com 55 concertos em cidades dos Estados Unidos e Canadá, arrecadou 75 milhões de dólares. A turnê quebrou o recorde de maior público, antes detido por Elvis Presley. Michael levava seus animais de estimação exóticos para todo lugar. Um chimpanzé chamado Bubbles e uma cobra chamada Muscles.

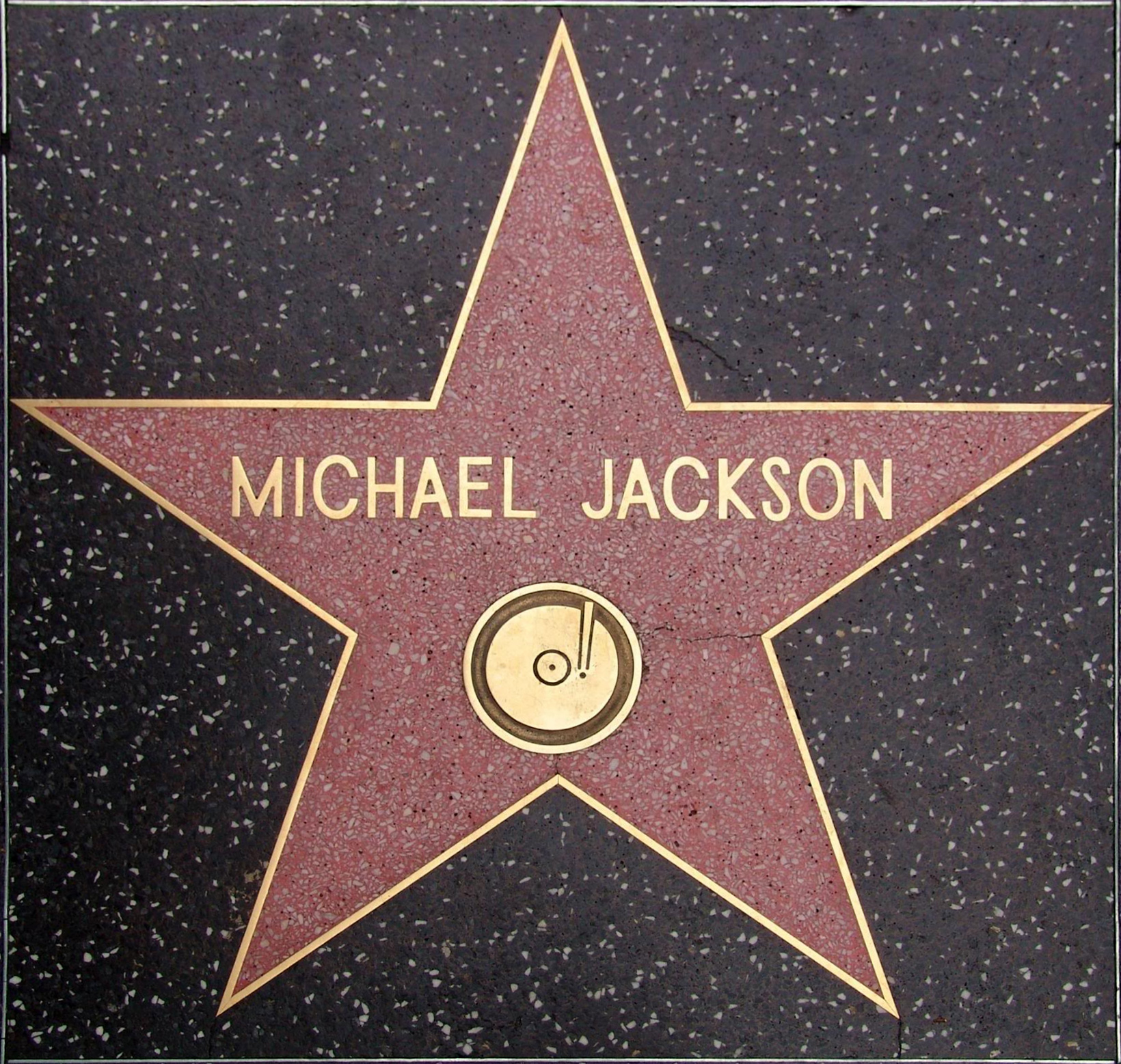
Em 1984, Michael ganhou uma estrela na Calçada da Fama de Hollywood.

Em 1985, Michael se uniu a Lionel Richie e Quincy Jones na missão de arrecadar fundos para a campanha USA for Africa. A ideia era gravar uma canção cujos lucros seriam revertidos para reduzir os índices de mortalidade pela fome no continente africano. Lionel compôs, no piano, a melodia. Michael escreveu a letra em um único dia. O resultado eles chamaram de "We Are the World". Para gravar a canção, Quincy Jones convidou 44 celebridades da música e televisão, incluindo Cyndi Lauper, Diana Ross, Ray Charles e Stevie Wonder. O projeto arrecadou 200 milhões de dólares para a luta contra a fome na Etiópia.
Michael ganhou dois Grammys por "We Are the World": "Canção do Ano" (com Lionel Richie) e "Gravação do Ano" (com Quincy Jones). A canção recebeu também outros dois prêmios na cerimônia. Jackson começou uma carreira empresarial. Ele comprou direitos autorais do catálogo Northern Song, que continha canções dos Beatles, Elvis Presley entre outros. McCartney ficou chateado com Jackson e desde então a amizade dos dois parece ter acabado.

### 1986–1990: Mudança na aparência, "Bad", filmes, auto-biografia e Neverland
Em 1986 o público conheceu uma das canções selecionadas para fazer parte do que seria seu próximo álbum de estúdio: Bad. A canção "Another Part of Me" fazia parte da trilha-sonora do filme Captain EO, produzido por George Lucas e Francis Ford Coppola. Michael estrelava o curta-metragem filmado todo em 3D para a Disney ao custo de um milhão de dólares por minuto. Até 1998, o filme ainda era exibido em parques temáticos da companhia. Em 2009, depois da morte do astro, a Disney decidiu resgatar o musical e colocá-lo em cartaz novamente.

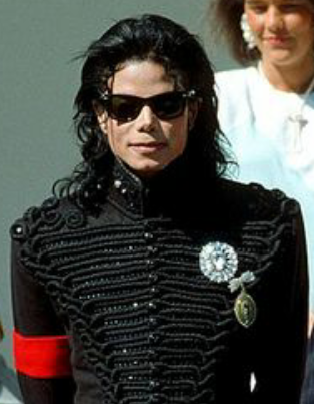
Jackson em 1990 durante encontro com George H. W. Bush.

Jackson lançou Bad em agosto de 1987, com dois anos de atraso. Para a mídia especializada, o álbum era pouco ousado e uma decepção em comparação com Thriller (1982) ou Off the Wall (1979). Em contrapartida, o público respondeu bem e fez de Bad um grande sucesso, não tão grandioso quanto Thriller, mas um grande sucesso. O álbum vendeu 30 milhões de cópias em todo o mundo e permaneceu durante algum tempo como o segundo mais vendido da história.
Bad ainda teve um recorde de nove canções lançadas como compacto. Cinco delas chegaram à primeira posição nos Estados Unidos: "I Just Can't Stop Loving You" (com a estreante Siedah Garrett), "Bad", "The Way You Make Me Feel", "Man in the Mirror" e "Dirty Diana". Foi a primeira vez que um artista colocou cinco canções de um mesmo álbum em primeiro lugar, feito que se repetiu com Mariah Carey em 1990 e Katy Perry em 2010, ambas emplacando cinco canções em 1° lugar no Top Hot 100 da Billboard. Isso sem contar Another Part of Me, que ficou um primeiro lugar nos charts de R&B. Durante a divulgação de Bad, a publicação de excentricidades sobre a vida de Michael adquiriu contornos enfáticos. Verdades ou mentiras tornaram-se parte da imagem que se criou em torno de Jackson. Foi noticiado, por exemplo, que o astro tentou comprar os ossos e roupas de Joseph Merrick, o Homem Elefante. Além disso, ele supostamente teria uma parte do próprio nariz, retirada em cirurgia plástica, conservada em uma jarra dentro de casa, e dormia em uma câmara hiperbárica para retardar o envelhecimento. Mais tarde essas notícias foram desmentidas pelo próprio.
Na época, as alterações na aparência de Michael eram visíveis e geravam muita polêmica. Os jornais especulavam sobre dezenas de cirurgias plásticas, apesar do músico confirmar apenas duas, e possíveis razões para a mudança na cor da pele dele, que estava branca. Especialistas acreditavam que Michael teria se submetido a um tratamento intensivo com hidroquinona, uma substância capaz de clarear a pele. Em 1993, durante entrevista à apresentadora Oprah Winfrey, Jackson afirmou sofrer de vitiligo, uma doença autoimune não contagiosa em que ocorre a perda da pigmentação. Posteriormente o cantor ainda contraiu outra doença de pele, ele foi diagnosticado com lúpus no início dos anos 1990. Essa doença também causa alteração na pele, o sistema imune ataca as próprias células e tecidos do corpo, deixando o indivíduo com fortes dores e mais suscetível a outras doenças. Isso explicaria o uso de máscara cirúrgicas em público, e o vício em remédios contra a dor.
Devido as suas supostas excentricidades, Michael ganhou o apelido ‘Wacko Jacko’, do tabloide The Sun. Vegetariano, Michael supostamente tinha horror a refrigerantes artificiais, apesar de ter feito uma campanha publicitária milionária para a Pepsi. Entretanto há divergências sobre o suposto vegetarianismo de Michael. A União Vegetariana Internacional afirma que ele não era, pois comia carne de frango.
Bad foi indicado ao Grammy, Michael inclusive fez uma performance lendária no ano de 1988, onde cantou "The Way You Make Me Feel" e "Man in the Mirror". Ele não ganhou nenhum prêmio, o que gerou revolta no cantor. "Eles julgaram minha aparência, não minha música." Em setembro de 1987, Michael deu início à Bad World Tour, a primeira turnê mundial dele como artista solo, que passou em 15 países e atraiu 4,4 milhões de pessoas aos estádios — um recorde de público que seria superado pelo próprio Michael duas vezes, em 1992 e 1997. Em 1988, o cantor lançou a autobiografia Moonwalk e o filme Moonwalker, dirigido essencialmente por Jerry Kramer, que continha os videoclipes de "Smooth Criminal" e "Leave Me Alone". O longa-metragem ainda deu origem a um jogo de videogame de mesmo nome para fliperamas, Sega Mega Drive e Sega Master System. Jackson ganhou um Grammy pelo videoclipe de Leave Me Alone em 1989. Bad foi a última colaboração de Jackson com Quincy Jones.
Em maio de 1988, Michael se mudou da residência da família, Hayvenhurst, em Encino, para um rancho recém-adquirido no vale de Santa Ynez, ao norte de Los Angeles, também na Califórnia. A propriedade, de 2,7 mil acres, (10,93 km²) foi batizada de Neverland (Terra do Nunca, em português) — uma referência ao livro Peter Pan (1906), de J. M. Barrie. Ele morou sozinho no rancho por 17 anos em busca de privacidade. Não funcionou. Pelo contrário, o isolamento só fez com que aumentasse o interesse do público e, consequentemente, da imprensa sobre a vida dele.
Em março de 1990, Michael assinou um contrato recorde de 1.089 bilhões de dólares segundo a revista Forbes, com a Sony Music que asseguraria a permanência dele na gravadora por mais 15 anos. Nesse período, ele deveria lançar seis álbuns e receberia 180 milhões em antecipação por cada um deles. No livro dos recordes, Jackson passou a ser citado como o artista mais bem pago da indústria da música. Durante o American Music Awards, Elizabeth Taylor discursava sobre a vida musical de Jackson quando finalizou: "Em minha estima, ele (Michael Jackson) é o único que pode receber o título de Rei da música pop, rock e soul". A plateia, manifestou-se a favor da proposta e, desde então, o público e a imprensa se referem a Michael como King of Pop ("Rei do Pop").

### 1991–1993:Dangerous, Heal the World Foundation e Super Bowl XXVII
deDepois de um ano longe das paradas de sucesso, Michael pôde ser ouvido novamente nas rádios em novembro de 1991 com a canção "Black or White", o primeiro compacto lançado do álbum Dangerous. Jackson convidou o diretor John Landis (de Thriller) para gravar o videoclipe da canção. Quando foi transmitido, o curta-metragem, que tinha dez minutos de duração, gerou controvérsia, mostrando o astro quebrando vitrines de lojas e destruindo um carro com um pé-de-cabra. O videoclipe foi transmitido simultaneamente para 27 países perante uma audiência estimada em 500 milhões de pessoas: um novo recorde. A reação foi imediata. O segmento considerado violento foi retirado do curta-metragem. Michael se retratou em um comunicado dizendo que o comportamento simulava o instinto de uma pantera, animal em que se transforma durante a história. O vídeo também ficou famoso por mostrar na televisão uma das primeiras metamorfoses geradas em computador.
O videoclipe contava com a participação de Macaulay Culkin. Duas semanas depois desse enorme feito, Dangerous foi lançado. O álbum reunia 14 canções inéditas — 12 delas escritas e compostas por Jackson. A produção era, essencialmente, de Teddy Riley, considerado um dos criadores de um novo tipo de som chamado new jack swing. Dangerous gerou nove compactos, incluindo três números um nos Estados Unidos: "Black or White", "Remember the Time" e "In the Closet". O álbum ficou mais de dois anos entre os mais vendidos e foi adquirido por 34 milhões de pessoas no mundo, superando Bad como o segundo melhor desempenho da carreira do cantor. Este é o álbum de um artista masculino mais vendido da década de 1990.
Jackson fundou a Heal the World Foundation em 1992. A fundação ajudava milhões de crianças ao redor do mundo. Também enviou milhões de dólares para todo o mundo para ajudar as crianças ameaçadas pela guerra e por doenças. Em junho de 1992, Michael saiu em turnê para divulgar o álbum e quebrou recordes de público firmados anteriormente por ele mesmo durante a Bad World Tour, em 1987 e 1988. A turnê foi interrompida em 1993 depois que ele foi acusado de abusar sexualmente de um menor. Apesar disso, a investida levou para os estádios 3,5 milhões de pessoas em 69 concertos — uma média maior do que qualquer outra turnê até então. Todos os lucros da Dangerous World Tour foram revertidos para caridade. A Dangerous World Tour foi a turnê que utilizou mais equipamento do mundo. O palco demorava 3 dias para ser montado e eram necessárias mais de 60 carretas, 20 caminhões e 2 jumbos 747 para transportar o equipamento de 2 toneladas e meia que eram: 168 homens trabalhando, 2 telões de cristal líquido, 1 000 luzes e mais de 10 mil cabos elétricos. A Dangerous World Tour foi transmitida ao vivo pela HBO e foi a turnê de maior audiência da televisão.
Para retomar a divulgação do álbum Dangerous nos Estados Unidos, interrompida desde que saiu em turnê, Michael programou dois grandes eventos televisivos em 1993. No dia 31 de janeiro, ele se apresentou no intervalo do Super Bowl XXVII, a famosa final do campeonato de futebol americano organizado pela NFL e exibido, nesse ano, pela rede de televisão norte-americana NBC diante de uma audiência de 103,4 milhões de pessoas. Ao contrário de anos anteriores, ele foi a única atração do tradicional "show do intervalo". Devido ao status de estrela de Michael, a rede de televisão norte-americana FOX (concorrente da NBC) deixou de exibir, pela primeira vez, um compacto com os melhores momentos do Super Bowl disputado no ano anterior (Super Bowl XXVI); esse compacto era tradicionalmente exibido quando a emissora não detinha os direitos de transmissão da partida. A performance de Michael foi impressionante. Houve uma explosão e o "Rei do Pop" saiu pulando do chão acompanhado de fogos. Ele pousou e ficou imóvel em sua famosa postura de estátua por vários minutos, enquanto a multidão ia ao delírio. Uma chuva de fogos caía sobre o astro, que estava com seu tradicional óculos de sol, bracelete, roupa de militar com detalhes em ouro. Ele virou o rosto e lentamente começou a tirar os óculos, jogou-os e começou a cantar e dançar. Michael cantou três canções: "Jam", "Billie Jean" e "Black or White".
O gran finale aconteceu após a exibição de uma vídeo-montagem de Michael participando de várias campanhas humanitárias por todo o mundo e, em seguida, 3 500 crianças da região de Los Angeles se juntam a Michael para cantar "Heal the World". Foi o primeiro Super Bowl em que o número do público aumentou durante meia hora de show. Dangerous subiu 90 posições depois da apresentação. Dez dias depois, concedeu uma entrevista à apresentadora Oprah Winfrey que foi assistida por 100 milhões de telespectadores. Foi a primeira vez em dez anos que Jackson aceitou falar com a imprensa. A entrevista também se tornou um dos eventos mais assistidos de todos os tempos. E o álbum Dangerous voltou ao top 10 após um ano de seu lançamento original.
Depois da morte de Ryan White, vítima de HIV, Michael lançou o single "Gone Too Soon", e chamou atenção do mundo para pesquisas sobre a cura da AIDS, que na época havia um grande preconceito por parte das pessoas. Durante a era Dangerous, Jackson visitou vários lugares do mundo, incluindo Iraque e Egito. Na África quando desembarcou em Gabão, foi recebido por mais de 100 mil pessoas, com um enorme cartaz dizendo "Bem-vindo a casa Michael!". Em sua viagem á Costa do Marfim, Jackson foi coroado "Rei Sani" pelo chefe da tribo. Em 1993 recebeu o Grammy Legend Award por ser uma lenda viva e por sua contribuição ao mundo da música.

### 1993–1994: Alegação de abuso sexual e primeiro casamento
Em agosto de 1993 o jovem Jordan Chandler, de 13 anos, representado pelo advogado civil Larry Feldman, acusou Michael de abuso sexual. As declarações, feitas à imprensa, nunca foram entregues à Justiça e, por consequência, o astro não chegou a ser indiciado pelo crime. Apesar disso, o promotor distrital Tom Sneddon deu início a investigações paralelas no final do mês pelo condado de Santa Ynez, residência oficial de Jackson. As acusações geraram frenesi em todo o mundo. Michael cancelou o seguimento da turnê do álbum Dangerous em outubro, pouco antes de deixar o México a caminho dos Estados Unidos. Durante uma semana daquele mês não se soube o paradeiro do astro. Ele reapareceu internado aos cuidados do terapeuta Beauchamp Colclough, na Irlanda do Norte, em uma clínica de reabilitação para dependentes químicos alegando a necessidade de se restabelecer de um vício em analgésicos.
Michael se pronunciou sobre as alegações pela primeira vez em dezembro de 1993, durante um comunicado transmitido simultaneamente pelas redes CNN, CBS, NBC e ABC, ao vivo do rancho Neverland. Ele se defendeu, afirmando ser incapaz de "causar mal a uma criança". Depois de seis meses de negociações, contra a vontade do cantor e do seu advogado, a companhia de seguros daquele fechou um acordo de confidencialidade com o dentista Evan Chandler, pai de Jordan que o acusava. Especula-se que a família tenha embolsado quase 15 milhões de dólares. As investigações paralelas da Justiça foram arquivadas em 1994 por falta de provas. Com o acordo, o único reclamante se recusava a colaborar. Em 1996 Evan processou-o novamente, alegando que Michael teria violado os termos da ação civil, quando publicamente afirmou nunca ter abusado sexualmente do garoto. Neste novo processo, Chandler referiu-se ao álbum HIStory, bem como a uma entrevista que Michael deu a Diane Sawyer. O pedido abrangia uma indenização no valor de 60 milhões de dólares.
Em 26 de maio de 1994, Jackson casou-se com Lisa Marie Presley, numa cerimónia na República Dominicana. A união foi amplamente divulgada e criticada pela imprensa, que especulava sobre a conveniência do casamento, realizado meses depois do término das investigações criminais contra o astro. A primeira aparição pública do casal foi em setembro durante o MTV Video Music Awards do ano. Eles entraram no palco, seguiram por uma passarela e se beijaram. O matrimônio durou dois anos.

### 1995–1997:HIStory, segundo casamento e paternidade

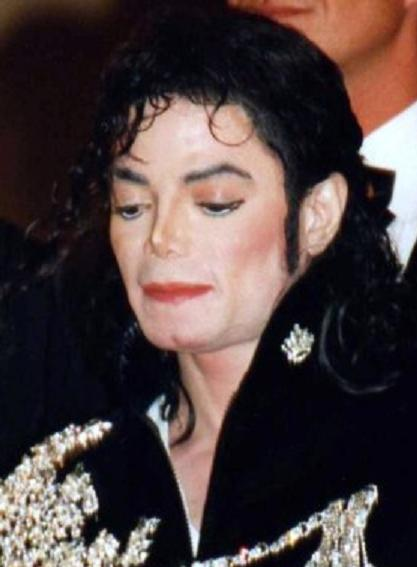
Jackson no Festival de Cannes de 1997 para a estreia do videoclipe Michael Jackson's Ghosts.

O primeiro compacto lançado da Era History foi "Scream", um dueto musical com a irmã Janet, estreou durante uma entrevista concedida por Michael e Lisa Marie à apresentadora Diane Sawyer no programa Primetime, da ABC, um dia antes do lançamento de HIStory. O videoclipe de "Scream" é o vídeo musical mais caro da história: custou cerca de sete milhões de dólares, sendo certificado pelo Guinness World Records em 2006, desde então o livro não registrou nenhum outro.
Em junho de 1995 chegou às lojas o álbum duplo HIStory: Past, Present and Future — Book I. No primeiro disco, uma seleção de quinze sucessos remasterizados. No segundo, a primeira coleção de canções inéditas lançada pelo cantor desde que acusado de abuso sexual. Foram gastos 30 milhões de dólares em publicidade e propaganda para o lançamento do álbum e divulgação de cinco compactos. Foi a maior campanha de marketing já montada para promover um disco. HIStory vendeu quase 20 milhões de cópias. Também durante a divulgação do álbum, Jackson esteve no Brasil para gravar cenas do videoclipe da canção They Don't Care About Us na favela Santa Marta no Rio de Janeiro e também no Pelourinho, em Salvador, com o grupo de percussão Olodum.
Em setembro de 1996, Michael Jackson deu início à HIStory World Tour com um show de lotação esgotada na cidade de Praga, na República Checa. Ao término dos concertos, mais de um ano depois, Jackson tinha levado 4.5 milhões de pessoas aos estádios de 56 cidades, em 35 países diferentes. Com isso, a turnê estabelecia um novo recorde mundial de público. Em novembro de 1996, o astro se casou com a enfermeira dermatologista Debbie Rowe, com quem teve dois filhos. O primeiro, Michael Joseph Jackson Jr., nasceu naquele ano. No ano seguinte, Rowe deu à luz Paris Katherine Jackson. A enfermeira abriu a mão de todos os direitos maternos e entregou a guarda das crianças a Jackson, gerando grande polêmica. Em 2002, Rowe afirmou, em entrevista à rede americana de televisão FOX, que os filhos foram "presentes" dados por ela ao astro. Em março de 2019, Debbie Rowe revelou que Prince e Paris não são filhos biológicos do cantor. Em entrevista ao The Sun, Debbie assumiu que os dois herdeiros nasceram a partir da doação de esperma de uma terceira pessoa e que ela nunca teve relações sexuais com Jackson: “Eles me fertilizaram, da mesma maneira que eu fertilizo meus cavalos para reproduzir, era muito técnico, eu era sua égua de raça pura”, disse ao jornal inglês.
Em 1997, oito canções inéditas de HIStory foram remixadas e lançadas na coletânea Blood on the Dance Floor. Entre os produtores responsáveis pelas versões estão Wyclef Jean (2 Bad), David Morales (This Time Around) e Tony Moran (HIStory). Neste álbum de remixes também são encontradas cinco canções de estúdio: "Blood on the Dance Floor", "Morphine", "Superfly Sister", "Ghosts" e "Is It Scary". A primeira acabou se tornando a única música bem-sucedida do álbum nos Estados Unidos, mas também foi lançado como single "HIStory/Ghosts", que em geral teve um bom rendimento na Europa. Blood on the Dance Floor é o álbum de remixes mais vendido da história, com cerca de sete milhões de cópias vendidas. Um curta-metragem de 35 minutos intitulado Ghosts e estrelado por Jackson estreou nos cinemas europeus na mesma época. O filme, escrito por Stephen King ("Carrie, A Estranha") e dirigido por Stan Winston ("O Predador"), foi concebido como uma releitura do clássico videoclipe produzido para a canção Thriller em 1984. Em maio de 1997, o grupo Jackson 5 foi incluído ao Hall da Fama do Rock and Roll. Quatro anos mais tarde, em 2001, Jackson receberia a condecoração como artista solo.

### 1997–2002: Disputa na gravadora eInvincible
Em 1999, Jackson realizou vários concertos beneficentes chamado, Michael Jackson & Friends, que contava com participação de Slash, The Scorpions, Boyz II Men, Mariah Carey, Pavarotti e outros. Em 2001, Michael completaria 30 anos de carreira solo. Para comemorar a data foram prensadas edições especiais dos álbuns Off the Wall, Thriller, Bad e Dangerous — todos remasterizados, com novos encartes, incluindo canções raras e inéditas, e também entrevistas com o produtor Quincy Jones e o compositor Rod Temperton. Além de dois shows comemorativos realizados no Madison Square Garden em setembro de 2001 com participação de vários artistas como Britney Spears, Whitney Houston, Slash, Usher, Luther Vandross, Destiny's Child entre outros.
No mês seguinte, outubro, Jackson lançou Invincible, a primeira coleção de novas canções lançadas pelo astro em seis anos, desde HIStory, em 1995. Produzido essencialmente por Rodney Jerkins e Teddy Riley, também há a participação de Carlos Santana na música "Whatever Happens", "Slash" em "Privacy" e ainda um rap póstumo de Notorious B.I.G. Jackson também ajudou a formar o United We Stand: What More Can I Give, concerto beneficente realizado no RFK Stadium em Washington em busca de fundos de caridade para os familiares das vítimas dos atentados terroristas de 11 de setembro nos Estados Unidos, onde cantou "What More Can I Give" junto com os outros cantores e "Man in the Mirror" sozinho, porém essa última não foi exibida na televisão.
Durante a rápida divulgação do álbum ficaram explícitas as divergências entre Michael e o então chefe da Sony Music, Tommy Mottola. Os problemas começaram em 2000, quando Jackson tentou retirar a licença das gravações originais do catálogo dele da gravadora para lançamento independente. Assim Michael não precisaria dividir os lucros com a Sony. Entretanto, os advogados de Jackson encontraram cláusulas no contrato dele com a gravadora que impediam a transação. Para evitar uma disputa judicial, Michael e a Sony fecharam um acordo que permitiria que ele abandonasse a gravadora depois do lançamento de Invincible, mas não antes de um pacote de coletâneas que reuniriam os maiores sucessos dele. A crise se acentuou quando a canção "You Rock My World" vazou para as rádios americanas propositalmente e teve de ser lançada como primeiro compacto do álbum, Jackson queria que fosse Unbreakable. Assim, o Rei do Pop se negou a colaborar com o resto da divulgação de Invincible. Mesmo assim, a Sony ainda lançou, mesmo que de uma maneira irresponsável, dois singles: "Cry" (mundialmente) e "Butterflies" (apenas nos Estados Unidos). Apenas "Cry" obteve um clipe, sem a presença de Jackson.
Invincible é conhecido como o "álbum mais caro da história", já que só em produção, Jackson gastou cerca de 30 milhões de dólares. A Sony boicotou o álbum retirando-o das lojas após três meses de lançamento. Ainda assim Invincible vendeu cerca de 12 milhões de cópias no mundo todo, algo difícil até para os artistas que estavam no auge na época. Mais de 35 cantores contribuíram, como Shakira, Celine Dion, Ricky Martin, Luther Vandross, Justin Timberlake, Carlos Santana, Beyoncé, Laura Pausini e Mariah Carey. O compacto nunca foi lançado devido aos desentendimentos de Michael com a Sony Music. Além disso, especula-se que o envolvimento de um dos produtores do projeto com a indústria do cinema pornográfico estadunidense teria afastado patrocinadores.

### 2002–2005: Segunda alegação de abuso sexual e absolvição

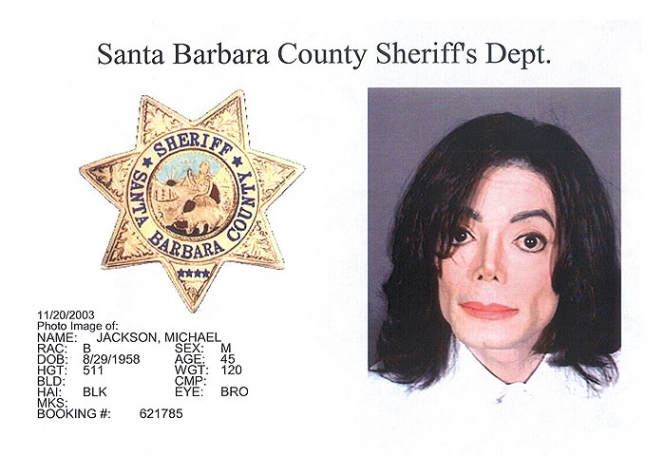
Mugshot de Michael Jackson em 2003.

Michael teve seu primeiro filho, Prince Michael Jackson I em 1997, seguido por sua filha Paris Michael Katherine Jackson em 1998. Cinco anos depois, Jackson teve seu terceiro filho, Prince Michael Jackson II (Blanket) em 2002. A mãe da última criança se mantém anônima, e Michael revelou que a criança era resultado de inseminação artificial. Em novembro do mesmo ano, durante sua estadia em Berlim, Jackson apareceu na janela da varanda do quarto de hotel com seu filho recém-nascido. O cantor surpreendeu a todos quando pôs seu filho com um pano no rosto para fora da janela durante três segundos. Supostamente, ele fizera isto para mostrar seu filho aos fãs que se encontravam à entrada do hotel, que teriam pedido que ele o mostrasse. Este ato provocou severas críticas.
Em 2003 a Sony lançou a coletânea Number Ones que vendeu 10 milhões no mundo todo. No mesmo ano foi exibido o documentário Living with Michael Jackson, que mostrava o dia a dia do cantor. O documentário mostrou a vida de Jackson, a sua infância difícil, seus três filhos, a sua casa e o seu isolamento em seu mundo particular. O documentário causou repercussão negativa para Jackson na mídia, graças às declarações do cantor durante as entrevistas concedidas ao jornalista Martin Bashir, levando inclusive a segunda acusação em 2003.
Ainda em 2003, acusado de abuso sexual de menor por Gavin Arvizo, Jackson negou tal alegação. Elizabeth Taylor defendeu o cantor em um programa de televisão dizendo que ela tinha estado lá, quando Gavin se encontrava na casa do cantor, assistindo televisão. "Não houve nada de anormal. Nós rimos como crianças, assistimos um monte de filmes da Disney. Não houve nada de estranho, nem de inapropriado", afirmou Jackson. Durante a investigação, o perfil de Jackson foi examinado por um profissional da saúde mental chamado Dr. Stan Katz; o médico passou várias horas com o acusador também. O julgamento durou cinco meses, até o final de maio de 2005. Durante o julgamento, o cantor novamente sofreu de estresse e grave perda de peso, que viria a alterar ainda mais a sua aparência. Em junho, Jackson foi absolvido de todas as acusações, por falta de provas. Depois do julgamento, Michael abandonou Neverland, se tornou ainda mais recluso e se mudou para o Bahrein, como convidado do Príncipe Abdullah bin Hamad bin Isa Al Khalifa, filho do rei Hamad bin Isa al-Khalifa e amigo de longa data de Michael. O cantor disse que apesar de amar Neverland, ela tinha trazido "coisas ruins" (como as acusações) para sua vida e que nunca mais andaria com crianças novamente. Outra coletânea foi lançada em 2004, The Ultimate Collection, uma caixa com quatro CDs e um DVD. Em março de 2006, a Sony Music lançou nova coletânea, o álbum duplo The Essential Michael Jackson.

### 2006–2009: Fechamento de Neverland e This Is It

Michael Jackson com seu filho Blanket na Disneyland Paris em 2006.

Em 2006, Jackson saiu do período de reclusão que estava passando no Bahrein desde que fora inocentado em 2005, e compareceu a diversas premiações e homenagens. A primeira delas foi a homenagem realizada em maio de 2006 na MTV japonesa, durante a premiação da Video Music Awards Japan '06. Nessa premiação, Jackson recebeu a Legend Award — raramente concedida a alguém —, devido a ele ser o artista masculino internacional que mais vendeu no Japão, uma lenda viva da música. A imprensa em geral fez um enorme destaque para esse evento, devido ao fato de que foi a primeira aparição pública que Jackson fez desde sua absolvição saindo de sua reclusão no Bahrein. Michael recebeu em 2006, oito Guinness World Records, entre os registros estavam, "Primeiro artista a ganhar mais de cem milhões de dólares em um ano", "Primeiro artista a vender mais de 100 milhões de álbuns fora dos Estados Unidos", "Artista mais bem sucedido no mundo da música" entre outros, sendo ainda cogitado como o artista mais rico do mundo, com uma fortuna estimada em mais de oito bilhões de dólares. Também no ano de 2006, em novembro, Michael compareceu ao World Music Awards. Recebeu o Diamond Award, dado a artistas que venderam mais de 100 milhões de discos. Durante a premiação, Jackson também recebeu o 9º certificado do Guinness da semana, dado em razão das 104 (na época) milhões de cópias vendidas do álbum Thriller.
Numa tentativa de resgatar a visibilidade musical de Jackson, em 11 de fevereiro de 2008, a Sony lançou Thriller 25th, uma edição comemorativa dos 25 anos do lançamento de Thriller, o seu mais conhecido álbum. Foram confeccionados remixes com a participação de artistas da época para compor a lista das faixas. Dentre os convidados estão Will.I.Am, Akon, Fergie e Kanye West. A Edição Especial é composta pelo CD — contendo as faixas convencionais e os remixes, adicionado o verso solo de Vincent Price e a canção inédita "For All Time" — e um DVD, contendo os clipes do álbum e a performance de Billie Jean no 25º Aniversário da Motown, em 1983. Thriller 25 pode ser considerado um sucesso comercial: Chegou à posição #2 nos Estados Unidos, #3 no Reino Unido, e no TOP#10 em mais de trinta países. Atingiu três semanas em primeiro lugar na França, e duas semanas, em primeiro da Argentina, Bélgica, e no Reino Unido. Foi certificado "Disco de Ouro" em 11 países. Nos Estados Unidos, Thriller 25th foi o segundo álbum mais vendido na sua semana de estreia, passando dos 166 000 exemplares. Foi inelegível para o chart Billboard 200 por ser relançamento, mas entrou no Pop Catalog no número um, onde permaneceu durante nove semanas consecutivas. Este foi o melhor lançamento Jackson desde Invincible em 2001, com um valor estimado de 500 000 exemplares e 2 milhões de cópias vendidas em 12 semanas. Atualmente está entre os 10 álbuns mais vendidos do ano de 2008. Para comemorar o aniversário de 50 anos de Michael Jackson a SonyBMG lançou King of Pop a primeira coletânea interativa de Michael Jackson que contou com seu público para seleção das faixas. O cantor vendeu seu rancho Neverland, depois de três anos sem morar no lugar. No entanto gerou controvérsia da imprensa, já que ele vendeu a propriedade para uma companhia que ele mesmo era um dos donos. Em maio de 2006, Michael se mudou do Barém para a cidade de Dublin, na Irlanda, onde continuou a gravar o que seria o décimo-terceiro álbum solo da carreira — o primeiro desde Invincible. A previsão era que o álbum chegasse às lojas nos anos seguintes e seria distribuído pela gravadora independente 2 Seas Records. Mas essa hipótese foi descartada mais tarde. O novo selo de gravação seria então a Michael Jackson Company Inc., criada há pouco tempo. Em outubro do mesmo ano, o programa de televisão Access Hollywood teve acesso ao estúdio enquanto Michael trabalhava com o produtor e rapper Will.i.am, membro-líder do grupo Black Eyed Peas. O estúdio que Michael trabalhava em Dublin era a Grouse Lodge Residential Studios. Michael e a Sony compraram em 2007 o Famous Music LLC da Viacom, que lhe concedeu o direito sobre canções de muitos artistas famosos. O tão esperado novo álbum, teve lançamento adiado para 2009, mais concretamente para o segundo semestre desse ano. Michael havia trabalhado com vários produtores conhecidos como Teddy Riley, Will.i.am, entre outros.

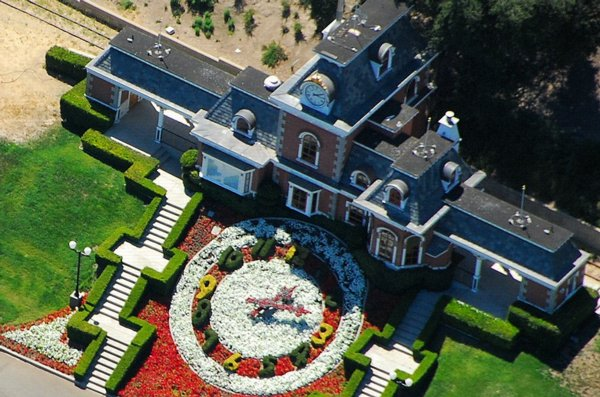
Fotografia aérea da estação de trem dentro do rancho Neverland.

This Is It seria uma série de 50 concertos que teria início em 13 de julho de 2009, na O2 Arena, em Londres. Os shows seriam suas primeiras aparições significantes desde a bem-sucedida HIStory World Tour de 1996/1997, já que em 2001, ano de lançamento de seu mais recente álbum de inéditas, não foi realizada uma turnê para a promoção deste álbum, apenas dois concertos foram realizados na cidade de Nova Iorque para a comemoração de seus 30 anos de carreira. Os 750 mil ingressos para esses concertos esgotaram apenas cinco horas após o início das vendas.
Todos os ensaios para a turnê foram filmados em alta definição: são mais de 100 horas de vídeos que deram origem a um filme/documentário, intitulado This Is It. O filme foi produzido pela Columbia Pictures, dirigido por Kenny Ortega e teve lançamento mundial de 28 de outubro a 30 do mesmo mês. Para acompanhar este filme a Sony lançou uma coletânea que foi sua trilha sonora. Nesta coletânea se encontram todas as músicas que Jackson estava ensaiando para a turnê na mesma sequência que apareceram no filme. Também houve a primeira música lançada depois de sua morte e versões nunca lançadas de algumas músicas, além de um poema que Jackson gravou para o álbum Dangerous lançado em 1991.

## Morte

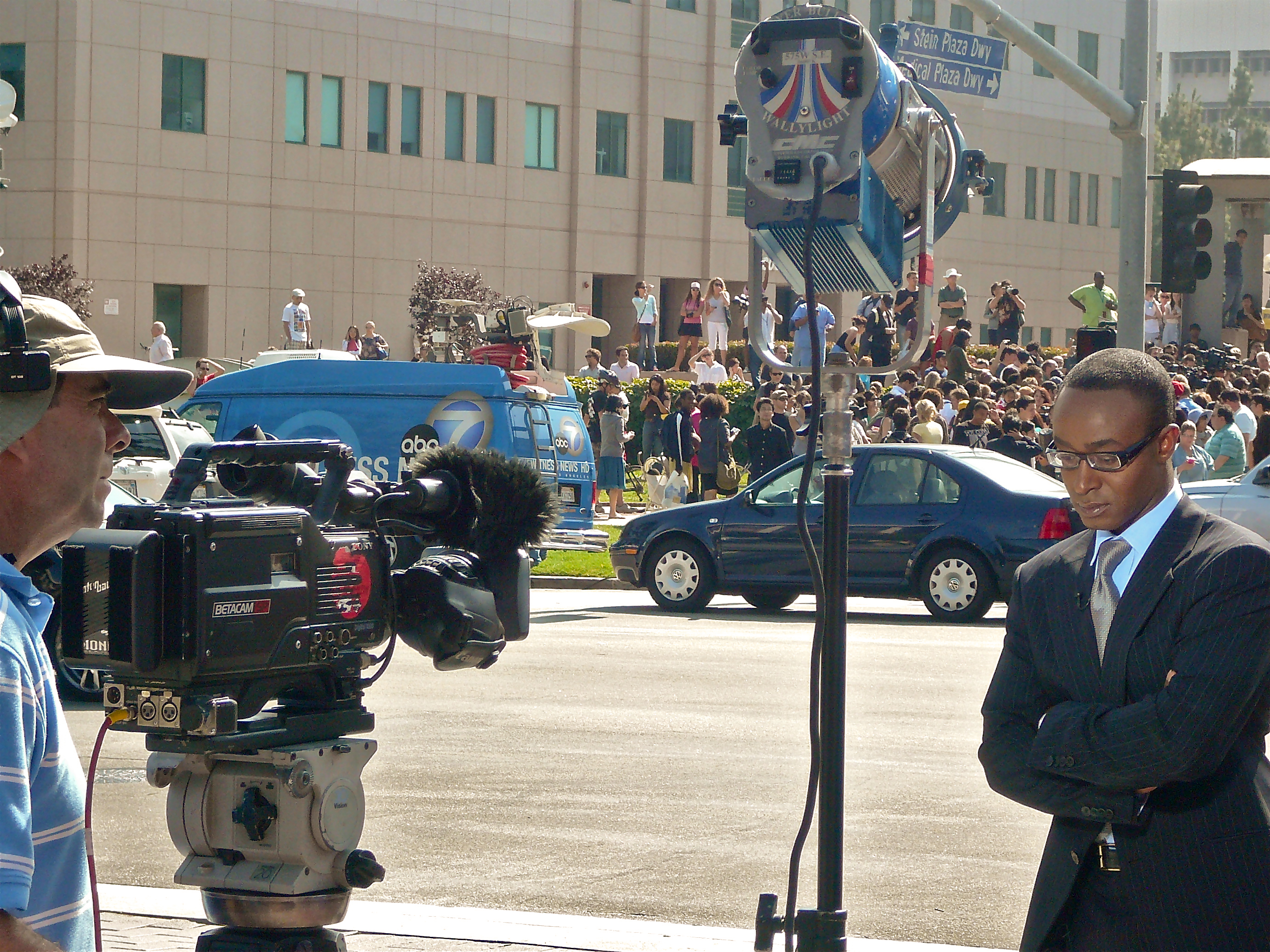
Mídia e uma multidão de fãs em frente ao Ronald Reagan UCLA Medical Center, em Los Angeles, após o anúncio da morte do cantor.

Em 25 de junho de 2009, foi noticiado que Michael Jackson sofreu uma parada cardíaca em sua casa, na vizinhança de Holmby Hills, Los Angeles. Os serviços de emergência médica socorreram o cantor em sua casa, na tentativa de reanimá-lo. Porém, como Jackson se encontrava em estado de coma profundo, ele foi levado às pressas para o Ronald Reagan UCLA Medical Center, o hospital universitário da Universidade da Califórnia em Los Angeles (UCLA). Desde sua internação, rumores haviam se espalhado pela imprensa confirmando sua morte.
Sua morte teve uma repercussão internacional instantânea, sendo motivo de preocupação por parte dos fãs em muitas partes do mundo. A morte foi atribuída a uma overdose de fármacos que Michael Jackson tinha tomado nas horas anteriores para dormir, e administrados pelo seu médico pessoal Dr. Conrad Murray. O último a ser administrado foi o anestésico Propofol, sendo que 10 minutos mais tarde o Rei do Pop estava em paragem cardiorrespiratória.

### Funeral
O adeus a Michael Jackson foi no dia 7 de julho de 2009. Primeiro o corpo foi velado em cerimônia privada no Forest Lawn Memorial Park's Hall of Liberty, somente para familiares e amigos íntimos. Logo em seguida o corpo foi levado para um ato público no Staples Center, onde 17 500 pessoas acompanharam o tributo. Estima-se que até dois bilhões de pessoas tenha assistido ao funeral pela televisão, já que emissoras do mundo todo transmitiram o evento ao vivo.
Em uma entrevista de 2021 foi revelado que Michael teve o cérebro removido para estudos antes mesmo de ser enterrado.

### Lançamentos póstumos
Michael é o primeiro álbum póstumo de Michael Jackson. O seu lançamento foi anunciado para 14 de dezembro de 2010, sob o selo da Epic Records. Michael tem músicas inéditas, incluindo a anunciada "Breaking News", gravada originalmente em 2007. "Breaking News", a primeira música confirmada, não é um single. Segundo a Sony Music, a faixa é apenas uma prévia para o novo álbum. Segundo o cantor e produtor musical Akon, que trabalhou com Michael em várias faixas, a canção "Hold My Hand" é o primeiro single do novo álbum. Uma versão incompleta da música apareceu na internet em 2008, antes da morte de Jackson. Akon declarou que a faixa foi finalizada e que sentia orgulho de ter trabalhado com o artista. Além de Akon, Michael também conta com participações especiais do rapper 50 Cent e do guitarrista Lenny Kravitz. O clipe da música de Michael Jackson em parceria com Akon Hold My Hand, foi divulgado no dia 9 de dezembro. O filme foi dirigido por Mark Pellington e gravado na Califórnia e conta com participação de vários fãs do Rei do Pop além de algumas imagens do astro.

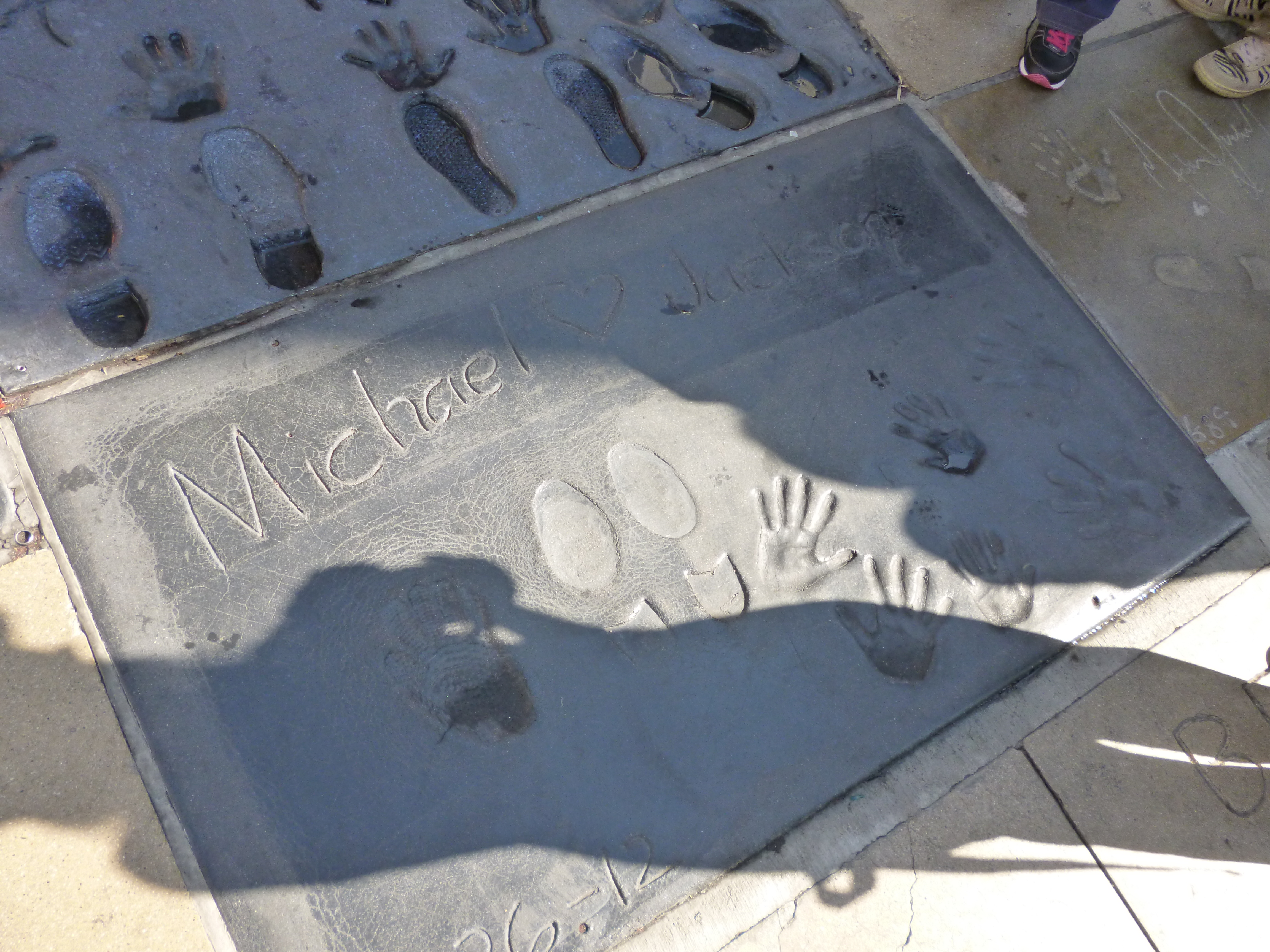
As impressões dos filhos de Michael Jackson em sua homenagem na Calçada da Fama do Grauman's Chinese Theatre (janeiro de 2012).

Michael Jackson: The Experience (Michael Jackson: A experiência) é um jogo musical baseados nas canções de Michael Jackson. Foi inicialmente lançado apenas para as versões de Nintendo Wii, Nintendo DS e PSP e chegou as lojas com um recorde de vendas segundo a Ubisoft, cerca de 1,2 milhões de cópias foram vendidas (em um único dia), detalhe é que a vendagem foi apenas para o Nintendo Wii, Nintendo DS e PSP, já que, o jogo chegará para as versões de Xbox 360 e PlayStation 3 no começo de 2011.
The Immortal World Tour é uma turnê do Cirque Du Soleil que homenageou Michael Jackson. O espetáculo é uma parceria entre a MJ Estate com a produtora que cuida da companhia circense. A turnê do Cirque Du Soleil em homenagem ao Rei do Pop começou em 2011 no Canadá e, depois, seguiu para os Estados Unidos. O projeto teve o apoio da família de Michael. Escrito e dirigido por Jamie King, o mais importante diretor de concertos no mundo atual da música pop. Esta produção rara e eletrizante combinará a música e coreografia de Michael Jackson com a criatividade do Cirque du Soleil para dar aos fãs do mundo inteiro uma visão exclusiva do espírito, paixão e coração do gênio artístico que transformou para sempre a cultura pop mundial. Para o fundador do circo, Guy Laliberté, o projeto será um desafio "máximo" que levará a companhia a realizar um espetáculo que não pode ser comparado a qualquer outro feito antes. O coreógrafo Jamie King, que serviu como diretor de criação de Madonna nos últimos 12 anos King dirigiu em 2008 a Sticky & Sweet Tour de Madonna e outras turnês de cantoras como Rihanna, Celine Dion, Britney Spears, Avril Lavigne e as Spice Girls.

### Leaving Neverlande acusações póstumas de abuso sexual infantil

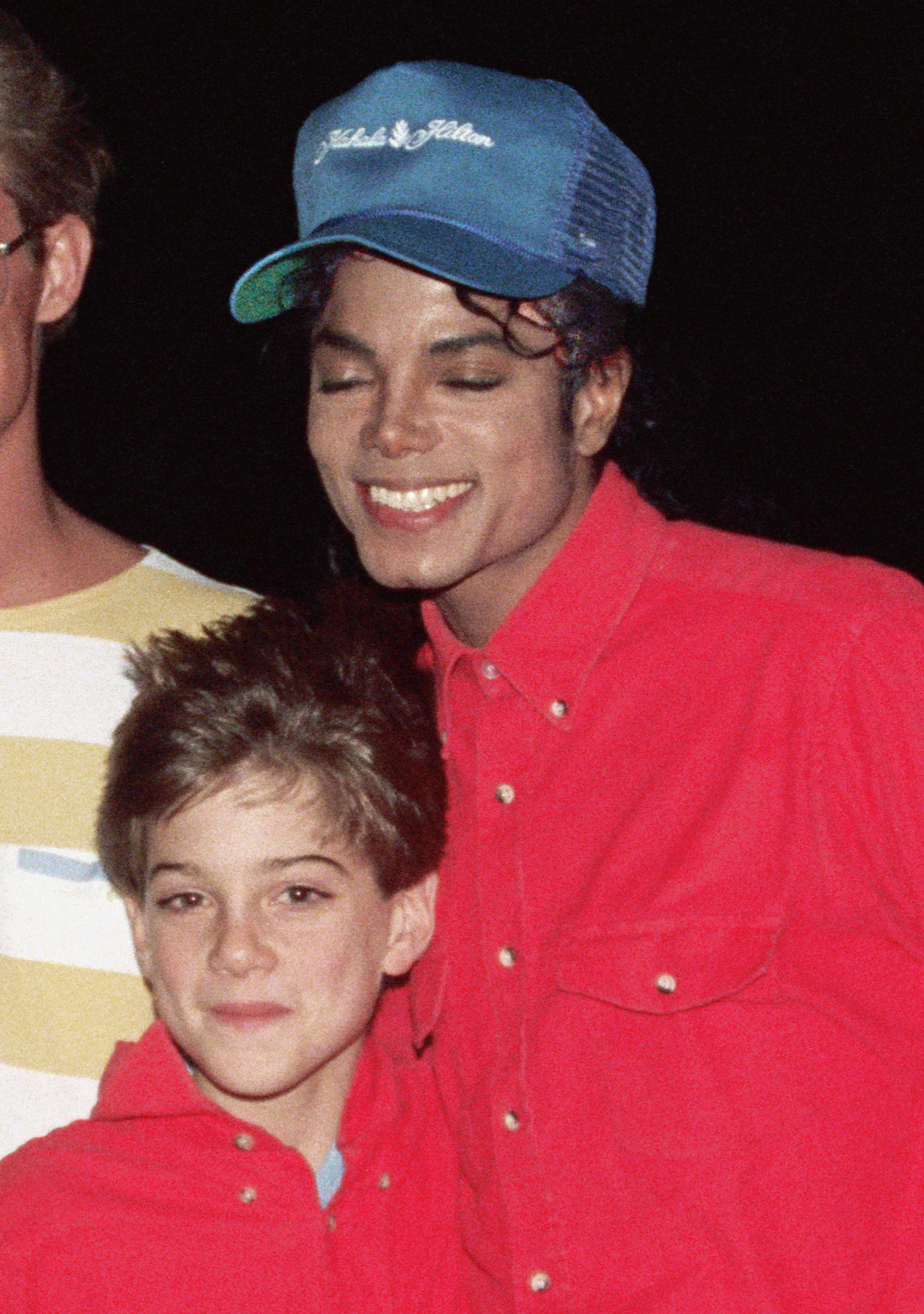
Michael e James Safechuck quando criança em Honolulu, Havaí.

Em 2013, o coreógrafo Wade Robson entrou com uma ação alegando que Jackson o abusou sexualmente por sete anos, começando quando ele tinha sete anos de idade. Em 2014, James Safechuck também entrou com um processo judicial, alegando abuso sexual por um período de quatro anos a partir dos dez anos de idade. Ambos testemunharam na defesa de Jackson durante as alegações de 1993; Robson defendeu Jackson novamente em 2005. Em 2015, o caso de Robson contra o espólio de Jackson foi julgado improcedente por ter prescrevido. A alegação de Safechuck também foi negada. Em 2017, foi decidido que as empresas de Jackson não poderiam ser responsabilizadas por suas alegadas ações passadas. Atualmente, ambos estão recorrendo da decisão. Em novembro de 2019, um juiz na Califórnia concedeu o direito a um novo julgamento, visto que o estado norte-americano aprovou uma lei que amplia o período necessário para o crime de abuso sexual prescrever A decisão não é definitiva, no entanto.
Robson e Safechuck e suas histórias tornaram-se o assunto do documentário Leaving Neverland, lançado em março de 2019 pela HBO. O documentário detalha as alegações de que Jackson os abusava sexualmente quando crianças, "centenas de vezes". Depois do documentário, estações de rádio na Nova Zelândia, Canadá, Reino Unido e Países Baixos removeram as músicas de Jackson de suas listas de reprodução indefinidamente. A família de Jackson condenou o filme como um "linchamento público". O espólio de Jackson divulgou uma declaração chamando o filme de "assassinato de personagem de tabloide [Jackson] sofrido na vida e agora na morte". O filme recebeu críticas dos fãs de Jackson. Associados próximos de Jackson, como Corey Feldman, Aaron Carter, Brett Barnes e Macaulay Culkin, disseram que Jackson não os molestara.
Ao mesmo tempo, os álbuns de Jackson subiram nas paradas após o documentário. Number Ones saltou para o 23º lugar nas paradas britânicas do iTunes. A editora sênior da Billboard, Gail Mitchell, disse que ela e uma colega entrevistaram cerca de trinta executivos da música que acreditavam que o legado de Jackson poderia suportar a controvérsia.
Em 21 de fevereiro, o espólio de Jackson processou a HBO por violar uma cláusula de não depreciação de um contrato de 1992. O processo procurou obrigar a HBO a participar de uma arbitragem não confidencial que poderia resultar em 100 milhões de dólares ou mais em danos recompensados ao espólio. A HBO disse que não violou o contrato e entrou com uma ação contra o espólio. Em 20 de setembro, o juiz George H. Wu negou a moção da HBO para negar provimento ao caso, permitindo que o espólio de Jackson arbitrasse. Em 2019, algumas estações de rádio da Nova Zelândia voltaram a adicionar algumas das músicas de Jackson às suas listas de reprodução, citando "resultados positivos da pesquisa de ouvintes".

## Árvore genealógica da família Jackson
Árvore genealógica dos irmãos, pais e avós de Michael Jackson. Por simplificação, não estão incluídos filhos e sobrinhos:
|        |        |        |        |        |        |  |  |        |        |        |        | Samuel Jackson | Samuel Jackson | Samuel Jackson | Samuel Jackson | Samuel Jackson | Samuel Jackson |        |        |        |        |        |        | Crystal Lee King | Crystal Lee King | Crystal Lee King | Crystal Lee King | Crystal Lee King | Crystal Lee King |  |  | Prince Albert Screws | Prince Albert Screws | Prince Albert Screws | Prince Albert Screws | Prince Albert Screws | Prince Albert Screws |           |           |           |           |        |        | Martha Upshaw | Martha Upshaw | Martha Upshaw | Martha Upshaw | Martha Upshaw | Martha Upshaw |         |         |         |         |  |  |       |       |       |       |       |       |  |  |       |       |       |       |       |       |  |  |
|        |        |        |        |        |        |  |  |        |        |        |        | Samuel Jackson | Samuel Jackson | Samuel Jackson | Samuel Jackson | Samuel Jackson | Samuel Jackson |        |        |        |        |        |        | Crystal Lee King | Crystal Lee King | Crystal Lee King | Crystal Lee King | Crystal Lee King | Crystal Lee King |  |  | Prince Albert Screws | Prince Albert Screws | Prince Albert Screws | Prince Albert Screws | Prince Albert Screws | Prince Albert Screws |           |           |           |           |        |        | Martha Upshaw | Martha Upshaw | Martha Upshaw | Martha Upshaw | Martha Upshaw | Martha Upshaw |         |         |         |         |  |  |       |       |       |       |       |       |  |  |       |       |       |       |       |       |  |  |
|        |        |        |        |        |        |  |  |        |        |        |        |                |                |                |                |                |                |        |        |        |        |        |        |                  |                  |                  |                  |                  |                  |  |  |                      |                      |                      |                      |                      |                      |           |           |           |           |        |        |               |               |               |               |               |               |         |         |         |         |  |  |       |       |       |       |       |       |  |  |       |       |       |       |       |       |  |  |
|        |        |        |        |        |        |  |  |        |        |        |        |                |                |                |                |                |                | Joseph | Joseph | Joseph | Joseph | Joseph | Joseph |                  |                  |                  |                  |                  |                  |  |  |                      |                      |                      |                      | Katherine            | Katherine            | Katherine | Katherine | Katherine | Katherine |        |        |               |               |               |               |               |               |         |         |         |         |  |  |       |       |       |       |       |       |  |  |       |       |       |       |       |       |  |  |
|        |        |        |        |        |        |  |  |        |        |        |        |                |                |                |                |                |                | Joseph | Joseph | Joseph | Joseph | Joseph | Joseph |                  |                  |                  |                  |                  |                  |  |  |                      |                      |                      |                      | Katherine            | Katherine            | Katherine | Katherine | Katherine | Katherine |        |        |               |               |               |               |               |               |         |         |         |         |  |  |       |       |       |       |       |       |  |  |       |       |       |       |       |       |  |  |
|        |        |        |        |        |        |  |  |        |        |        |        |                |                |                |                |                |                |        |        |        |        |        |        |                  |                  |                  |                  |                  |                  |  |  |                      |                      |                      |                      |                      |                      |           |           |           |           |        |        |               |               |               |               |               |               |         |         |         |         |  |  |       |       |       |       |       |       |  |  |       |       |       |       |       |       |  |  |
|        |        |        |        |        |        |  |  |        |        |        |        |                |                |                |                |                |                |        |        |        |        |        |        |                  |                  |                  |                  |                  |                  |  |  |                      |                      |                      |                      |                      |                      |           |           |           |           |        |        |               |               |               |               |               |               |         |         |         |         |  |  |       |       |       |       |       |       |  |  |       |       |       |       |       |       |  |  |
|        |        |        |        |        |        |  |  |        |        |        |        |                |                |                |                |                |                |        |        |        |        |        |        |                  |                  |                  |                  |                  |                  |  |  |                      |                      |                      |                      |                      |                      |           |           |           |           |        |        |               |               |               |               |               |               |         |         |         |         |  |  |       |       |       |       |       |       |  |  |       |       |       |       |       |       |  |  |
| Rebbie | Rebbie | Rebbie | Rebbie | Rebbie | Rebbie |  |  | Jackie | Jackie | Jackie | Jackie | Jackie         | Jackie         |                |                | Tito           | Tito           | Tito   | Tito   | Tito   | Tito   |        |        | Jermaine         | Jermaine         | Jermaine         | Jermaine         | Jermaine         | Jermaine         |  |  | LaToya               | LaToya               | LaToya               | LaToya               | LaToya               | LaToya               |           |           | Marlon    | Marlon    | Marlon | Marlon | Marlon        | Marlon        |               |               | Michael       | Michael       | Michael | Michael | Michael | Michael |  |  | Randy | Randy | Randy | Randy | Randy | Randy |  |  | Janet | Janet | Janet | Janet | Janet | Janet |  |  |

## Impacto cultural e legado na música

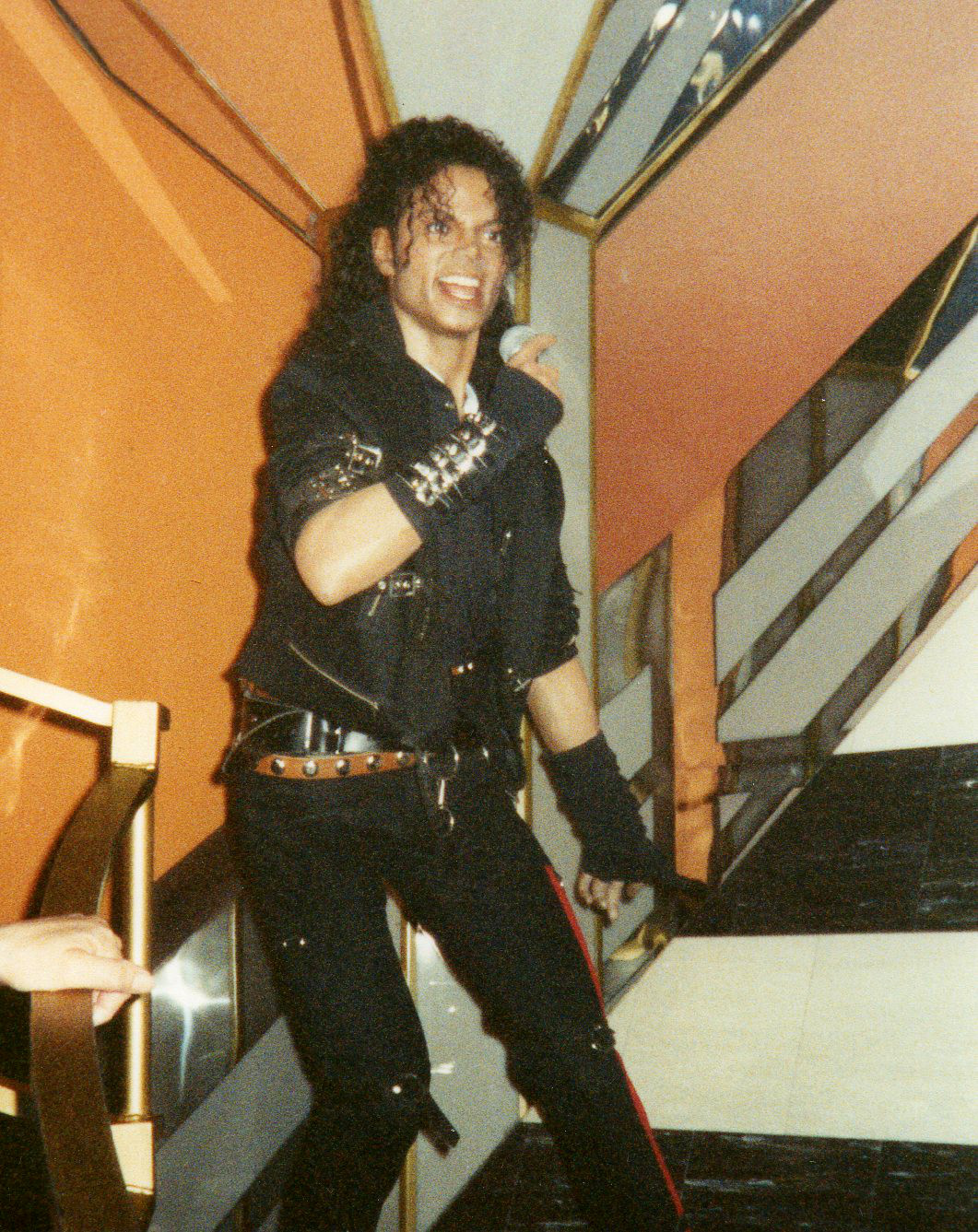
Estátua de cera de Michael Jackson no Madame Tussauds.

Jackson foi chamado de "rei do pop" porque transformou a arte dos videoclipes e abriu o caminho para a música pop moderna. Durante grande parte da carreira de Jackson, ele teve uma influência mundial incomparável sobre a geração mais jovem. Suas músicas e vídeos, como o videoclipe de Thriller, promoveram a diversidade racial na lista da MTV e direcionaram seu foco do rock para a música pop e o R&B, moldando o canal de uma forma que se mostrou duradoura. Ele é reconhecido como o artista de maior sucesso de todos os tempos pelo Guinness World Records, com vendas estimadas de mais de 500 milhões de discos em todo o mundo. Também é considerado um dos ícones culturais mais significativos do século XX e suas contribuições à música, dança e moda, juntamente com a divulgação de sua vida pessoal, fizeram dele uma figura global na cultura popular por mais de quatro décadas.
Danyel Smith, diretor de conteúdo do Vibe Media Group e editor-chefe do Vibe descreve Jackson como "A Maior Estrela". A BET disse que Jackson era "simplesmente o melhor artista de todos os tempos" e alguém que "revolucionou o videoclipe e trouxe danças como a lua ao mundo. O som, o estilo, o movimento e o legado de Jackson continuam a inspirar artistas de todos os gêneros".
Em 1984, o crítico pop da revista Time, Jay Cocks, escreveu que "Jackson é a maior coisa desde os Beatles. Ele é o fenômeno mais quente desde Elvis Presley. Ele pode ser o cantor negro mais popular de todos os tempos" e descreveu Jackson como uma "estrela de discos, rádio, vídeo de rock." Em 2003, o escritor do Daily Telegraph, Tom Utley, descreveu Jackson como "extremamente importante" e "gênio". Em 2007, Jackson disse: "A música tem sido minha saída, meu presente para todos os amantes deste mundo. Através dela, minha música, eu sei que vou viver para sempre".
Em 1992, Jackson foi declarado rei de Sanui, um reino tradicional localizado no sudeste da Costa do Marfim. Em julho de 2009, a Lunar Republic Society nomeou uma cratera na Lua em homenagem a Jackson. Em agosto, no que seria o 51º aniversário de Jackson, o Google dedicou um doodle a ele. Em dezembro, o American Film Institute reconheceu a morte de Jackson como um "momento de importância". Em 2010, dois bibliotecários da universidade descobriram que havia referências a Jackson na literatura acadêmica sobre música, cultura popular, química e outros tópicos. Em 19 de dezembro de 2014, o British Council considerou a vida de Jackson um dos 80 momentos culturais mais importantes do século XX. O Dia Mundial do Vitiligo foi comemorado em 25 de junho, aniversário da morte de Jackson, para aumentar a conscientização sobre o distúrbio autoimune do qual Jackson sofria.
Robert Christgau escreveu que o trabalho de Jackson da década de 1970 ao início da década de 1990 mostrou "imensa originalidade, adaptabilidade e ambição" que "geram ritmos, ganchos, arranjos e vocais geniais (embora não letras)"; uma música que "permanecerá para sempre como uma censura à noção puritana de que a música pop é lisa ou superficial". Durante os anos 1990, quando Jackson perdeu o controle de sua "vida perturbadora", sua música sofreu e começou a moldar "um arco não apenas de promessa cumprida e sobrevida, mas de algo que se aproximava de uma tragédia: uma estrela infantil fenomenalmente efervescente se supera como nunca antes, apenas transmutar audivelmente em um esquisitão perdido". A imagem de Jackson nos anos 2000 — sua "obsessão pela fama, sua vida grotesca ampliada por sua riqueza grotesca" — tornou-se o que Christgau disse que é "ofensa ao rockismo que o fato de que ele era um ótimo músico agora seja algo frequentemente esquecido".

### Nos países lusófonos

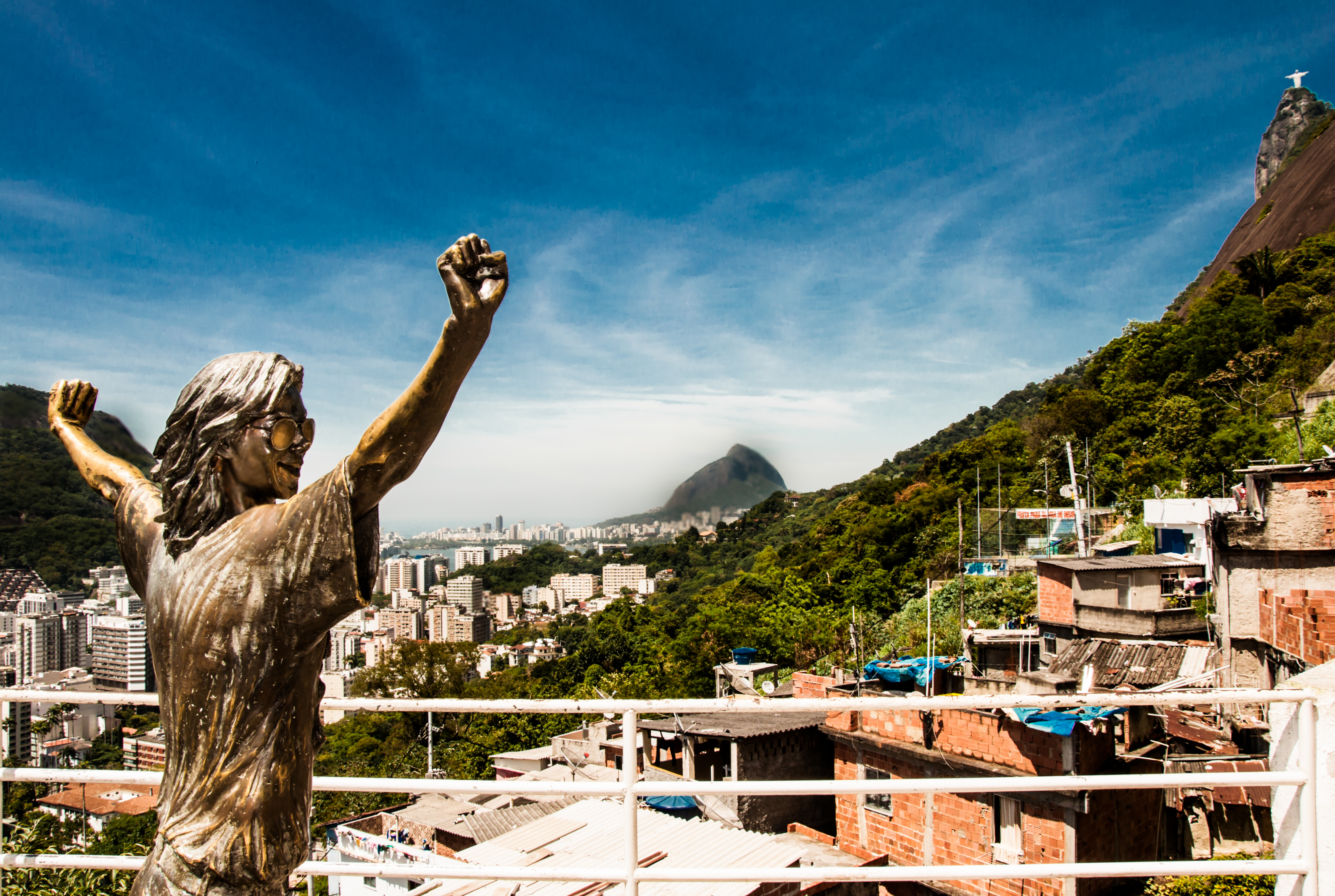
Estátua de Michael Jackson na Favela Santa Marta no Rio de Janeiro

Jackson apresentou-se pela primeira vez no Brasil em setembro de 1974, através de uma etapa na América Latina da turnê The Jackson 5 World Tour (1973–1975), como um membro do grupo Jackson 5, aos dezesseis anos de idade, a turnê contou com apresentações nas cidades de São Paulo (inclusive com uma apresentação na extinta Rede Tupi), Brasília, Porto Alegre, Salvador, Rio de Janeiro e Belo Horizonte. Em 15 e 17 de outubro de 1993, ele realizou como cantor solo, suas duas últimas apresentações no país, através da turnê Dangerous World Tour (1992–1993) com ingressos esgotados no Estádio do Morumbi na cidade de São Paulo. Durante sua estadia no Brasil, Jackson visitou uma fábrica de brinquedos, na ocasião um dos veículos de sua comitiva atropelou dois irmãos, onde um deles quebrou a perna, o cantor mais tarde visitou-os pessoalmente no hospital. Em Portugal, na data 26 de setembro de 1992, Jackson apresentou-se pela primeira e única vez em Portugal, através da etapa europeia de sua turnê Dangerous World Tour, no Estádio José de Alvalade em Lisboa.
No ano de 1996, Michael veio ao Brasil em parceria com o Olodum para a gravação do clipe de They Don't Care About Us, quarto single do álbum HIStory (1995). As gravações foram realizadas no Pelourinho em Salvador na Bahia e no(a) Favela Santa Marta/Morro Dona Marta no Rio de Janeiro, o figurino de Jackson era completamente brasileiro (camiseta do Olodum e calça jeans azul — no demais, óculos escuros preto com a borda dourada & seu tradicional mocassim preto com meias brancas). Houve gravação da estátua Cristo Redentor (incluído no clipe) e gravação de Michael correndo sobre o calçadão de Copacabana conjunto ao Exército Brasileiro e um cinegrafista (por algum motivo as cenas não foram inclusas no clipe, há a teoria de que esta parte da gravação não foi incluída no clipe porque o Michael estava usando outro figurino — casaco vermelho); estas cenas foram filmadas também por câmeras amadoras, então é possível assistir, porém, fora do clipe.

## Características artísticas

### Influências
Jackson foi influenciado por músicos como James Brown, Little Richard, Jackie Wilson, Diana Ross, Fred Astaire, Sammy Davis Jr., Gene Kelly e David Ruffin. Little Richard teve uma influência substancial em Jackson, mas Brown foi sua maior inspiração; mais tarde, ele disse que quando criança, sua mãe o acordava sempre que Brown aparecia na televisão. Jackson descreveu estar "hipnotizado".
A técnica vocal de Jackson foi influenciada por Diana Ross; seu uso da interjeição oooh desde tenra idade foi algo que Ross havia usado em muitas de suas músicas com os Supremes. Ela era uma figura materna para ele e frequentemente a observava ensaiar. Ele disse que aprendeu muito observando como ela se mexia e cantava, e que ela o encorajara a ter confiança em si mesmo.
O coreógrafo David Winters, que conheceu Jackson enquanto coreografava o especial Diana Ross 1971 na TV Diana!, disse que Jackson assistia ao musical West Side Story quase toda semana e era seu filme favorito; ele prestou homenagem a ele em "Beat It" e no vídeo "Bad".

### Musicalidade
Jackson não tinha treinamento formal em música e não sabia ler nem escrever notações musicais; ele é creditado por tocar violão, teclado e bateria, mas não era proficiente em nenhum deles. Ao compor, ele gravava suas ideias através do beatbox e imitava instrumentos vocalmente. Descrevendo o processo, ele disse: "Vou apenas cantar a parte do baixo no gravador. Vou pegar o baixo e colocar os acordes da melodia sobre o baixo e é isso que inspira a melodia". O engenheiro Robert Hoffman lembrou de Jackson ditando um acorde de guitarra nota por nota e cantando arranjos de cordas parte por parte em um gravador de cassetes.

### Temas e gêneros

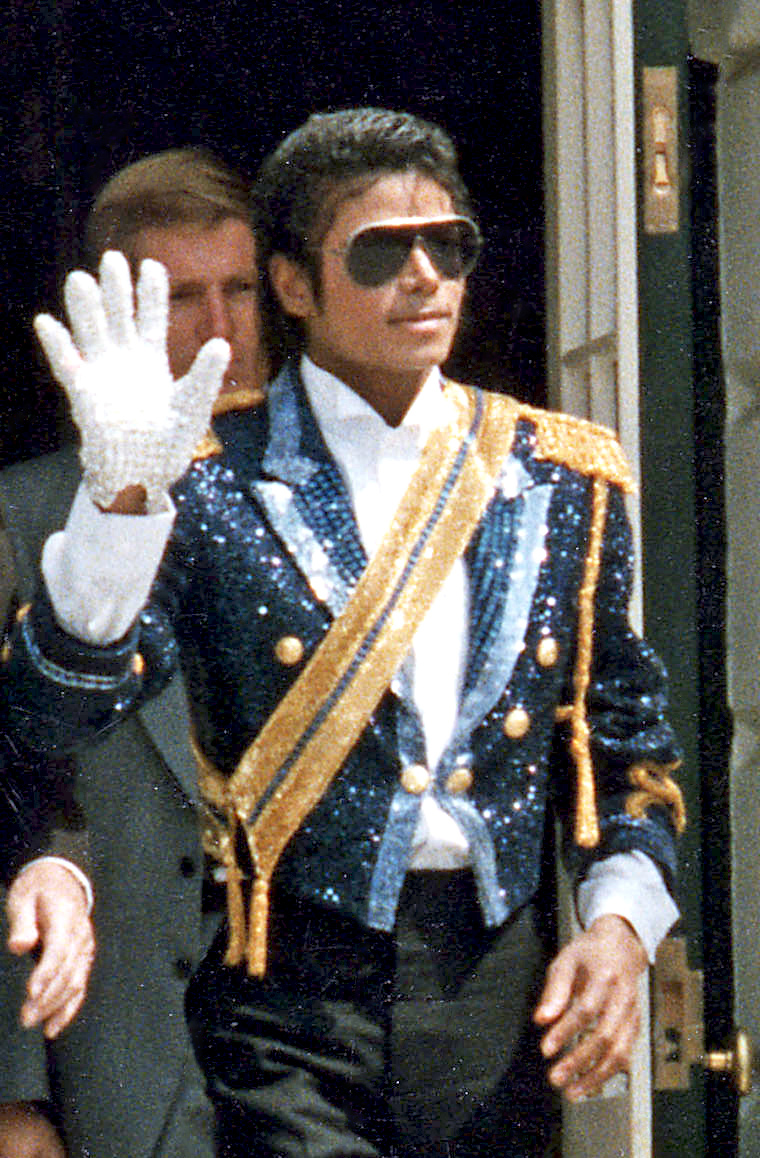
Jackson em junho de 1984

Jackson explorou gêneros musicais, incluindo pop, soul, rhythm and blues, funk, rock, disco, pós-disco, dance-pop e new jack swing. Steve Huey, da AllMusic, escreveu que "Thriller" refinou os pontos fortes de Off the Wall; as faixas de dance e rock eram mais agressivas, enquanto as músicas pop e baladas eram mais suaves e com mais alma. Suas faixas incluíam as baladas "The Lady in My Life", "Human Nature" e "The Girl Is Mine", as peças de funk Billie Jean e Wanna Be Startin 'Somethin', e o disco de Baby Be Mine e P.Y.T. (Pretty Young Thing).
Com Off the Wall, o "vocabulário de grunhidos, guinchos, soluços, gemidos e aparências" de Jackson mostrou vividamente sua maturação em um adulto, Robert Christgau escreveu no Record Guide: Rock Albums of the Seventies (1981). A faixa-título do álbum sugeriu ao crítico um paralelo entre as personagens da música "excêntrica" de Jackson e Stevie Wonder: "Desde a infância, seu principal contato com o mundo real esteve no palco e na cama". Com Thriller, Christopher Connelly, da Rolling Stone comentou que Jackson desenvolveu sua longa associação com o tema subliminar da paranóia e imagens mais sombrias. Stephen Thomas Erlewine, do AllMusic, observou isso nas músicas "Billie Jean" e "Wanna Be Startin 'Somethin'". Em "Billie Jean", Jackson descreve um fã obsessivo que alega ter sido pai de seu filho e em "Wanna Be Startin 'Somethin'" ele argumenta contra fofocas e a mídia. "Beat It" denunciou a violência das gangues em homenagem ao West Side Story e foi a primeira peça de sucesso de Jackson, segundo Huey. Ele também observou que a faixa-título "Thriller" começou o interesse de Jackson com o tema do sobrenatural, um tópico que ele revisitou nos anos seguintes. Em 1985, Jackson co-escreveu o hino da caridade "We Are the World"; temas humanitários mais tarde se tornaram um tema recorrente em suas letras e personalidade pública.
Em Bad, o conceito de Jackson sobre o amante predador é visto na canção de rock "Dirty Diana". O single principal ""I Just Can't Stop Loving You" é uma balada tradicional de amor, enquanto "Man in the Mirror" é uma balada de confissão e resolução. "Smooth Criminal" é uma evocação de um assalto sangrento, estupro e provável assassinato. Stephen Thomas Erlewine, da AllMusic, afirma que Dangerous apresenta Jackson como uma pessoa paradoxal. A primeira metade do disco é dedicada ao novo jack swing, incluindo músicas como "Jam" e "Remember the Time". Foi o primeiro álbum de Jackson em que os males sociais se tornaram um tema principal; "Why You Wanna Trip on M", por exemplo, protesta contra a fome no mundo, a AIDS, a falta de moradia e as drogas. Dangerous contém músicas com carga sexual, como "In the Closet". A faixa-título continua com o tema do amante predatório e do desejo compulsivo. A segunda metade inclui hinos introspectivos do evangelho pop, como "Will You Be There", "Heal the World" e "Keep the Faith". Na balada "Gone Too Soon", Jackson homenageia Ryan White e a situação daqueles com AIDS.
HIStory cria uma atmosfera de paranoia. Nas novas faixas de rock de swing-funk, "Scream" e "Tabloid Junkie", e na balada de R&B "You Are Not Alone", Jackson retalia contra a injustiça e o isolamento que sente e direciona sua raiva para a mídia. Na balada introspectiva "Stranger in Moscow", Jackson lamenta sua "queda da graça"; "Earth Song", "Childhood", "Little Susie" e "Smile" são canções pop de ópera. Em D.S., Jackson lançou um ataque verbal contra o advogado Tom Sneddon, que o havia processado nos dois casos de abuso sexual de menor. Ele descreve Sneddon como um supremacista branco antissocial que queria "me matar, vivo ou morto". Sneddon disse que não ouviu a música. Invincible foi produzido por Rodney Jerkins. Inclui faixas de soul urbano como "Cry" e "The Lost Children", baladas como "Speechless", "Break of Dawn" e "Butterflies" e mistura hip hop, pop e R&B em "2000 Watts", "Heartbreake" e "Invincible".

### Estilo vocal
Jackson cantou desde a infância e, com o tempo, sua voz e estilo vocal mudaram. Entre 1971 e 1975, sua voz desceu do menino soprano ao alto tenor. Ele era conhecido por seu alcance vocal. Com a chegada de Off the Wall no final da década de 1970, as habilidades de Jackson como vocalista foram bem vistas; a Rolling Stone comparou seus vocais à "gagueira sonolenta e sem fôlego" de Stevie Wonder e escreveu que "o teor de penas de Jackson é extraordinariamente bonito. Ele desliza suavemente em um falsete surpreendente que é usado com muita ousadia". Na época de Thriller de 1982, a Rolling Stone, escreveu que Jackson estava cantando com uma "voz totalmente adulta", "tingida pela tristeza".
A virada dos anos 1990 viu o lançamento do álbum introspectivo Dangerous. O New York Times observou que, em algumas faixas, "ele respira fundo, sua voz treme de ansiedade ou cai em um sussurro desesperado, assobiando entre dentes" e ele tem um "tom miserável". Ao cantar fraternidade ou autoestima, o músico retornaria aos vocais "suaves". De Invincible, a Rolling Stone escreveu que, aos 43 anos, Jackson ainda tocava "faixas rítmicas de voz requintada e harmonias vocais vibrantes". Joseph Vogel observa a capacidade de Jackson de usar sons não verbais para expressar emoções. Neil McCormick escreveu que o estilo de cantar não ortodoxo de Jackson "era original e totalmente distinto".

### Videoclipes e coreografia
Jackson lançou o videoclipe de 14 minutos de "Thriller", dirigido por John Landis, em 1983. O vídeo, com tema de zumbi, "definiu videoclipes e quebrou barreiras raciais" na MTV, lançada dois anos antes. Antes de "Thriller", Jackson lutava para receber cobertura na MTV, supostamente por ser afro-americano. A pressão da CBS Records convenceu a MTV a começar a mostrar Billie Jean e depois "Beat It", o que levou a uma longa parceria com Jackson e ajudou outros artistas de música negra a ganhar reconhecimento. A popularidade de seus vídeos na MTV ajudou os números de audiência relativamente novos do canal e o foco da MTV mudou para pop e R&B. Sua performance no Motown 25: Yesterday, Today, Forever mudou o escopo dos shows ao vivo, tornando aceitável que os artistas sincronizassem os lábios com o videoclipe no palco. A coreografia do videoclipe de "Thriller" foi copiada em filmes indianos e prisões nas Filipinas. "Thriller" marcou um aumento na escala de videoclipes e foi nomeado o videoclipe de maior sucesso de todos os tempos pelo Guinness World Records.
No videoclipe de 19 minutos de "Bad", dirigido por Martin Scorsese, Jackson usou imagens sexuais e coreografia e tocava seu peito, tronco e virilha. Quando perguntado por Oprah Winfrey na entrevista de 1993 sobre por que ele pegou sua virilha, ele disse que foi espontaneamente compelido pela música. A revista TIME e descreveu o vídeo de "Bad" como "infame". O vídeo apresentava Wesley Snipes; os vídeos posteriores de Jackson geralmente apresentavam papéis de famosos. Para o vídeo "Smooth Criminal", Jackson experimentou inclinar-se para a frente em um ângulo de 45 graus, além do centro de gravidade do artista. Para realizar esse show, Jackson e designers desenvolveram um sapato especial para prender os pés do artista no palco, permitindo que ele se inclinasse para frente. Eles receberam a patente para o dispositivo. O vídeo de "Leave Me Alone" não foi lançado oficialmente nos Estados Unidos, mas em 1989 foi nomeado para três Billboard Music Video Awards e ganhou o Leão de Ouro por seus efeitos especiais. Ganhou um Grammy de Melhor Videoclipe, Formato Curto.
Ele recebeu o MTV Video Vanguard Award em 1988; em 2001, o prêmio foi renomeado em sua homenagem. O vídeo "Black or White" estreou simultaneamente em 14 de novembro de 1991 em 27 países, com uma audiência estimada em 500 milhões de pessoas, a maior audiência de todos os tempos para um videoclipe na época. Junto com Jackson, contou com Macaulay Culkin, Peggy Lipton e George Wendt. Isso ajudou a introduzir a transformação dos vídeos musicais. Foi controverso as cenas em que Jackson esfrega a virilha, vandaliza carros e joga uma lata de lixo na frente de uma loja. Ele pediu desculpas e removeu a cena final do vídeo.
"In the Closet" apresentou Naomi Campbell em uma dança romântica com Jackson. "Remember the Time" foi ambientado no Egito antigo e contou com Eddie Murphy, Iman e Magic Johnson. O vídeo de "Scream", dirigido por Mark Romanek e pelo designer de produção Tom Foden, ganhou 11 indicações ao MTV Video Music Award e ganhou Best Dance Video, Best Choreography e Best Art Direction. A música e seu vídeo são a resposta de Jackson a ser acusado de abuso sexual de crianças em 1993. Um ano depois, ganhou um Grammy de Melhor Videoclipe. Foi relatado como o videoclipe mais caro de todos os tempos, com 7 milhões de dólares em orçamento; Romanek contradiz isso. O vídeo Earth Song foi indicado ao Grammy de 1997 como Melhor Vídeo Música.
"Michael Jackson's Ghosts", um curta-metragem escrito por Jackson e Stephen King e dirigido por Stan Winston, estreou no Festival de Cannes de 1996. Com mais de 38 minutos, manteve o recorde mundial do Guinness para o videoclipe mais longo até 2013, quando foi eclipsado por "Happy", de Pharrell Williams. O vídeo de 2001 para "You Rock My World" dura mais de 13 minutos, foi dirigido por Paul Hunter e apresenta Chris Tucker e Marlon Brando. Ganhou o NAACP Image Award por Melhor Vídeo Musical em 2002. Em dezembro de 2009, a Biblioteca do Congresso selecionou Thriller como o único videoclipe a ser preservado no National Film Registry, como uma obra de "importância permanente para a cultura americana".

## Discografia
- Got to Be There (1972)
- Ben (1972)
- Music & Me (1973)
- Forever, Michael (1975)
- Off the Wall (1979)
- Thriller (1982)
- Bad (1987)
- Dangerous (1991)
- HIStory: Past, Present and Future – Book I (1995)
- Invincible (2001)
- Michael (2010)
- Xscape (2014)

## Filmografia
- The Wiz (1978)
- Captain EO (1986)
- Moonwalker (1988)
- Michael Jackson's Ghosts (1997)
- Men in Black II (2002)
- Miss Cast Away and the Island Girls (2004)

Documentários póstumos
- Michael Jackson's This Is It (2009)
- Michael Jackson: The Life of an Icon (2011)
- Bad 25 (2012)
- Michael Jackson: The Last Photo Shoot (2014)
- Michael Jackson's Journey from Motown to Off the Wall (2016)
- Thriller 40 (2023)

## Videografia
- Making Michael Jackson's Thriller (1984)
- The Legend Continues (1988)
- Dangerous — The Short Films (1993)
- Video Greatest Hits — HIStory (1995)
- HIStory on Film, Volume II (1997)
- Number Ones (2003)
- The One (2004)
- Live in Bucharest: The Dangerous Tour (2005)
- Michael Jackson's Vision (2010)
- Live at Wembley July 16, 1988 (2012)

## Jogos
- Michael Jackson's Moonwalker (1989)
- Michael Jackson: The Experience (2010)
- Planet Michael (2011)